# Doussard
Doussard est une commune française située dans le sud du département de la Haute-Savoie, en région Auvergne-Rhône-Alpes.
Le village se situe sur la rive ouest du lac d'Annecy au début de la vallée de Faverges, en amont de la cluse d'Annecy. La commune est membre du parc naturel régional du Massif des Bauges.
Installée dans une vaste plaine, le territoire semble accueillir dès le néolithique une présence humaine, notamment une cité lacustre, puis durant l'antiquité l'installation de domaines gallo-romains. Les différents sites permettent le développement d'une société rurale exploitant les diverses ressources agricoles, forestières, piscicoles voire viticoles, avant de connaître un pré-industrialisation en lien avec les cours d'eau au cours du XIXe siècle. Depuis la commune connaît un développement dynamique en lien avec ces zones industrielles et commerciales et surtout l'activité touristique en lien avec le milieu montagnard et le lac d'Annecy, en en faisant un pôle concurrent de Faverges, au sein de la communauté de communes des Sources du Lac d'Annecy.

## Géographie

### Situation

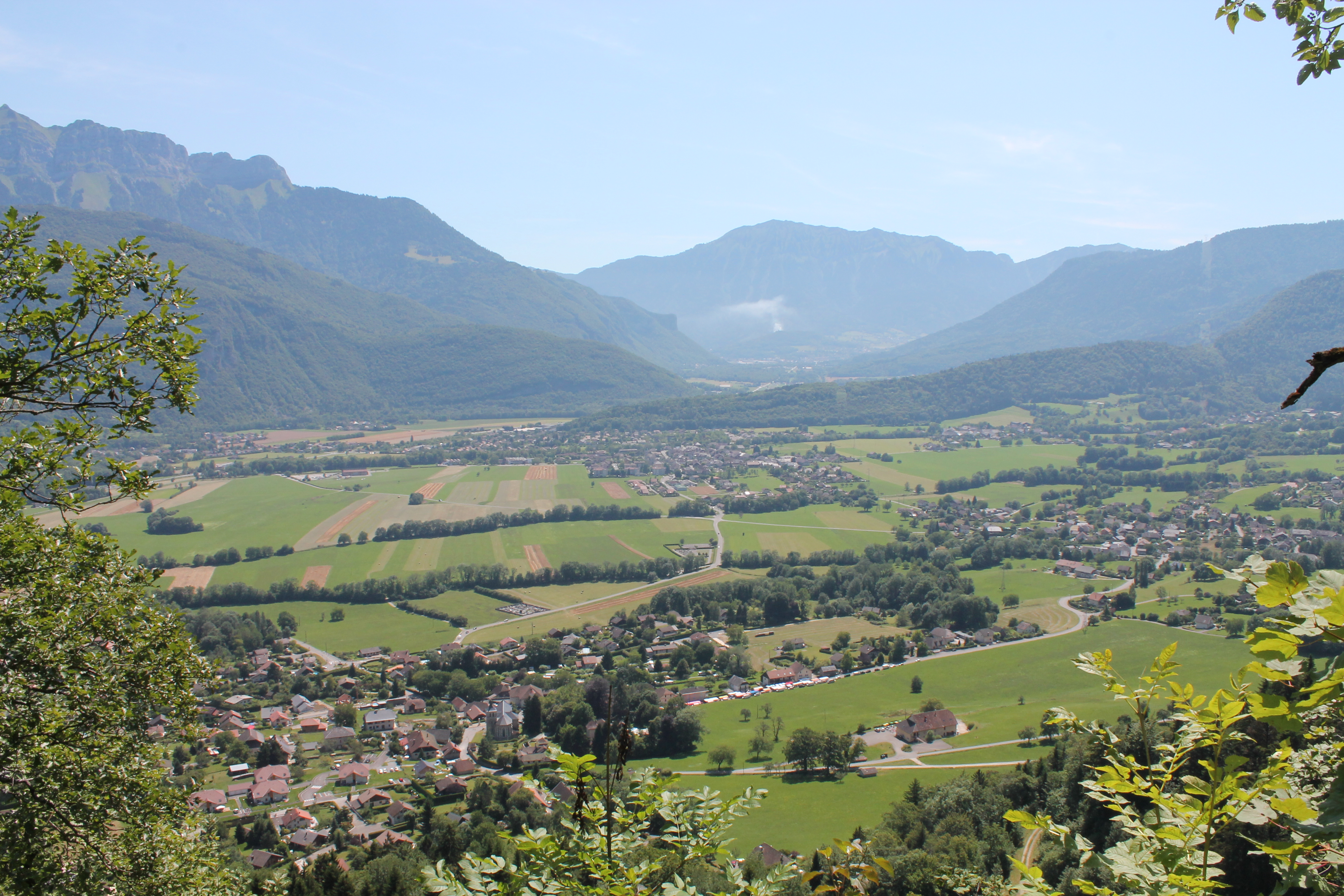
Vue de la vallée Faverges depuis l'oratoire d'Entrevernes. Doussard se situe au centre de l'image. Au loin Faverges, surplombée par La Belle Étoile (1843 m).

Le territoire communal de Doussard se situe dans le sud du département de la Haute-Savoie en région Auvergne-Rhône-Alpes. Situé à l'extrémité sud-ouest de la cluse du lac d'Annecy, le territoire de la commune s'étale sur une vaste plaine, à l'altitude moyenne de 460 m.
À vol d'oiseau, la commune se situe à 6,6 km au sud-est du chef-lieu de canton, Faverges-Seythenex. Annecy, la préfecture du département, se trouve quant à elle à 16,4 km au nord-ouest. Les autres principales villes se trouvent dans le département voisin de la Savoie, au sud-est Albertville à 17,1 km et plus éloignée, au sud-ouest Chambéry, située à 32,6 km.
Le chef-lieu de commune est localisé par l'Institut national de l'information géographique et forestière à la longitude 6° 13′ 16″ est et à la latitude 45° 46′ 36″ nord.

### Communes limitrophes
Les communes qui entourent Doussard sont, du Nord au Sud, Duingt, Talloires, Montmin, Faverges, Giez, Jarsy (commune du département voisin, la Savoie), Chevaline, Bellecombe-en-Bauges (commune de Savoie) et Lathuile.

### Géologie et relief

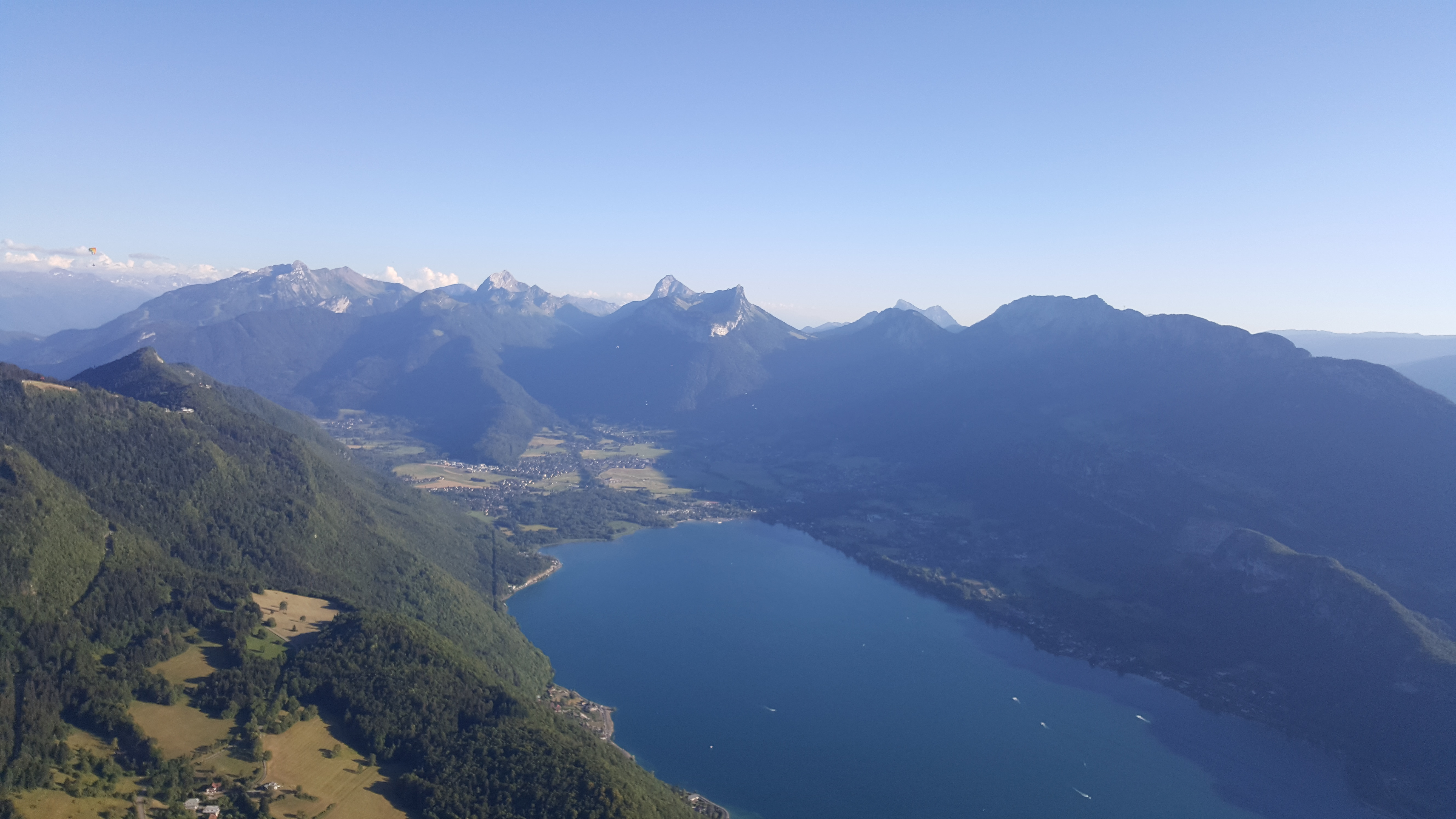
Bout du Lac d'Annecy entouré par le Massif des Bauges

La plaine de Doussard se trouve dans une vallée située en amont de la cluse de la vallée glaciaire du lac d'Annecy, appelée vallée de Faverges, puis plus récemment pays de Faverges. L'ensemble appartient ainsi au bassin annécien, tout en formant une sous-entité bien distincte. La commune est membre du parc naturel régional du massif des Bauges.
Le territoire de la commune possède une forme particulière,. Il est constitué essentiellement par une vaste plaine qui est délimitée à l'ouest par le versant est de la chaine du Taillferer où est installée la commune de Lathuile. En direction du nord, la pente se rétrécit au contact avec le lac d'Annecy, en une étroite bande jusqu'à Duingt. Dans la partie est, la commune est limitée par les pentes de la montagne du Villard, qui appartient au massif de la Tournette, coupée ensuite par la vallée glaciaire de Faverges avant de reprendre avec la montagne de La Serraz. Au sud, le territoire suit la Combe d'Ire jusqu'en dessous du col de Cherel, dans le massif des Bauges. Dans la partie sud, les versants de la montagne du Charbon sont occupés par la commune de Chevaline et Doussard se projette en « deux langues » de part et d'autre, enserrant ainsi la petite commune, jusqu'aux limites avec le département voisin. L'une remonte jusqu'au col de Bornette (1 300 m, à l'ouest), l'autre jusqu'au Plan de la France (1 679 m, à l'est).

### Hydrographie

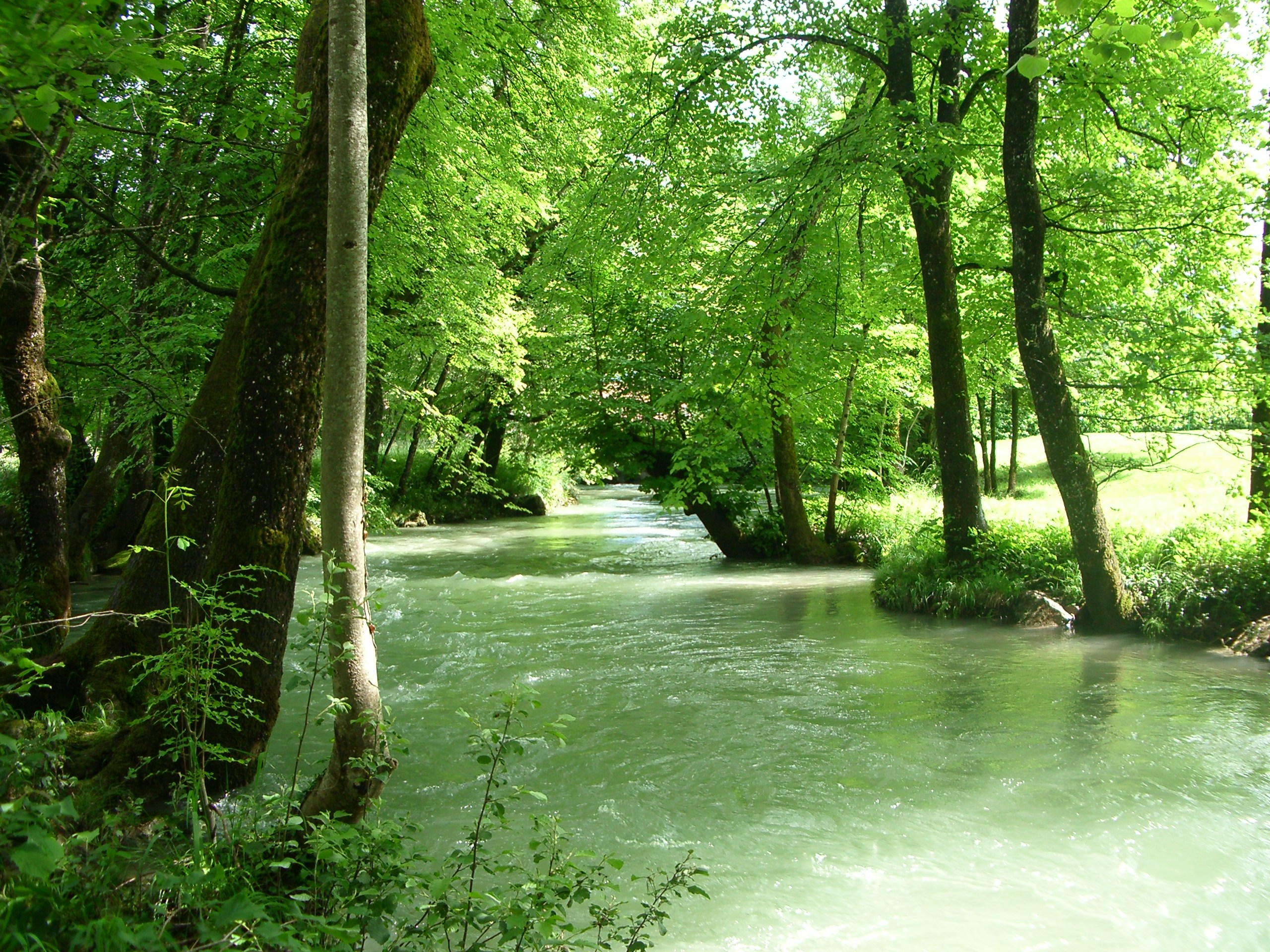
Rivière de l'Eau Morte entre Verthier et Sollier.

Le long de la montagne du Villard s'écoule la rivière de l'Eau Morte. Le nant ou torrent de Saint-Ruph, qui prend sa source au col d'Orgeval, au cœur du massif des Bauges, traverse la commune de Faverges jusqu'aux marais du Bout du Lac avant de rejoindre le lac d'Annecy ; il prend d'ailleurs les noms de l'« Eau Morte », parfois de la « Glière ».
En provenance d'une combe, qui débute au col de Cherel, le torrent de l'Ire.
La commune est marquée par des secteurs de zones humides voire de marais dans les parties nord et est. Une partie des marais est intégrée au site Natura 2000 de la « Cluse du Lac d'Annecy », reconnu par l'inventaire national du patrimoine naturel (INPN).

### Climat
La situation de Doussard, d'une altitude médiane de 460 m, se trouve dans un climat continental montagnard caractérisé par une humidité marquée. Les hivers sont plus froids et neigeux, que ceux observés dans l'avant-pays, comme à Chambéry, et la saison estivale douce avec parfois des épisodes orageux. Les intersaisons (avril et octobre) sont aussi en moyenne plus humides.
L'amplitude thermique est proche de celle observée pour la ville d'Annecy, 20,7 °C.
Le tableau suivant donne les normales mensuelles de température et de précipitations pour la station de Chambéry (station météorologique de référence pour Météo-France) relevées sur la période 1981-2010. La station est située à environ 35 km au nord-est de Doussard, de l'autre côté du massif des Bauges, et elle se trouve à une altitude de 235 m.
| Mois                              | jan.  | fév.  | mars  | avril | mai   | juin | jui.  | août  | sep.  | oct.  | nov.  | déc.  | année   |
| --------------------------------- | ----- | ----- | ----- | ----- | ----- | ---- | ----- | ----- | ----- | ----- | ----- | ----- | ------- |
| Température minimale moyenne (°C) | −1,4  | −0,7  | 2,1   | 5,1   | 9,7   | 12,8 | 14,7  | 14,2  | 11    | 7,4   | 2,5   | −0,2  | 6,5     |
| Température maximale moyenne (°C) | 5,8   | 7,9   | 12,6  | 16,3  | 20,8  | 24,6 | 27,4  | 26,6  | 22    | 16,7  | 10,1  | 6,4   | 16,5    |
| Record de froid (°C)              | −19   | −14,4 | −10,3 | −4,6  | −1,4  | 2,8  | 5,4   | 5     | 1     | −4,3  | −10,8 | −13,5 | −19     |
| Record de chaleur (°C)            | 17,9  | 20,5  | 25,1  | 29,5  | 32,7  | 36,1 | 38,3  | 38,8  | 32    | 29    | 23,3  | 22,7  | 38,8    |
| Ensoleillement (h)                | 77,7  | 104,4 | 156,7 | 172,8 | 202,5 | 234  | 260,1 | 232,5 | 176,3 | 121,4 | 71,2  | 60,6  | 1 870,3 |
| Précipitations (mm)               | 102,6 | 91,5  | 100   | 92,2  | 104,2 | 94,8 | 86,6  | 91,7  | 111,8 | 122,6 | 105   | 118   | 1 221   |

### Milieux naturels et biodiversité
La commune fait partie au parc naturel régional du Massif des Bauges, qui a obtenu en septembre 2011 le label international soutenu par l’UNESCO, Geopark, devenant ainsi la 1re réserve cynégétique (faune sauvage) et 3e Géopark de France (87e mondial) Ce label récompense la politique du parc de promotion de la richesse géologique du massif des Bauges. Le donjon du château fait partie des géosites répertoriés du Géopark, permettant une lecture du paysage de la vallée de Faverges et ses environs sur 360°. De fait, les bois et alpages de la commune font partie intégrante de la réserve nationale de chasse et de faune sauvage des Bauges.
Les marais du Bout-du-Lac dont la réserve naturelle nationale du Bout du lac sont protégés depuis 2002 et intégrés au site Natura 2000 de la « Cluse du lac d'Annecy », reconnu par l'Inventaire national du patrimoine naturel (INPN),.

## Urbanisme

### Typologie
Au 1er janvier 2024, Doussard est catégorisée bourg rural, selon la nouvelle grille communale de densité à sept niveaux définie par l'Insee en 2022.
Elle appartient à l'unité urbaine d'Annecy, une agglomération intra-départementale regroupant quatorze  communes, dont elle est une commune de la banlieue,,. Par ailleurs la commune fait partie de l'aire d'attraction d'Annecy, dont elle est une commune de la couronne,. Cette aire, qui regroupe 79 communes, est catégorisée dans les aires de 200 000 à moins de 700 000 habitants,.
La commune, bordée par un plan d’eau intérieur d’une superficie supérieure à 1 000 hectares, le lac d'Annecy, est également une commune littorale au sens de la loi du 3 janvier 1986, dite loi littoral. Des dispositions spécifiques d’urbanisme s’y appliquent dès lors afin de préserver les espaces naturels, les sites, les paysages et l’équilibre écologique du littoral, tel le principe d'inconstructibilité, en dehors des espaces urbanisés, sur la bande littorale des 100 mètres, ou plus si le plan local d’urbanisme le prévoit.

### Occupation des sols
L'occupation des sols de la commune, telle qu'elle ressort de la base de données européenne d’occupation biophysique des sols Corine Land Cover (CLC), est marquée par l'importance des forêts et milieux semi-naturels (54 % en 2018), en augmentation par rapport à 1990 (52,6 %). La répartition détaillée en 2018 est la suivante :
forêts (51,6 %), zones urbanisées (11,3 %), eaux continentales (10,2 %), prairies (8,8 %), zones agricoles hétérogènes (8,2 %), zones humides intérieures (3,8 %), terres arables (2,1 %), espaces verts artificialisés, non agricoles (1,6 %), milieux à végétation arbustive et/ou herbacée (1,6 %), espaces ouverts, sans ou avec peu de végétation (0,8 %).
L'IGN met par ailleurs à disposition un outil en ligne permettant de comparer l’évolution dans le temps de l’occupation des sols de la commune (ou de territoires à des échelles différentes). Plusieurs époques sont accessibles sous forme de cartes ou photos aériennes : la carte de Cassini (XVIIIe siècle), la carte d'état-major (1820-1866) et la période actuelle (1950 à aujourd'hui).

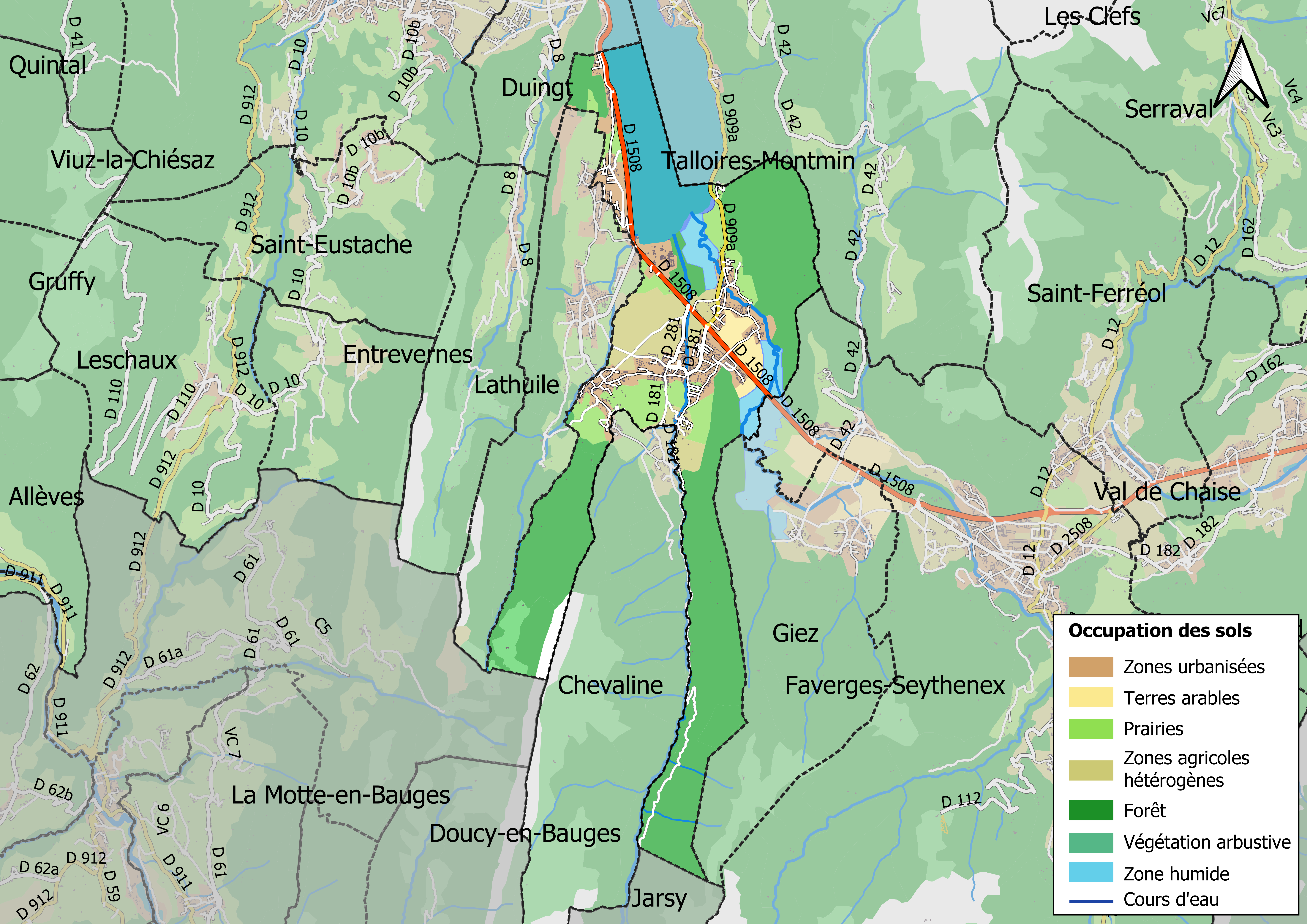
Carte des infrastructures et de l'occupation des sols en 2018 (CLC) de la commune.
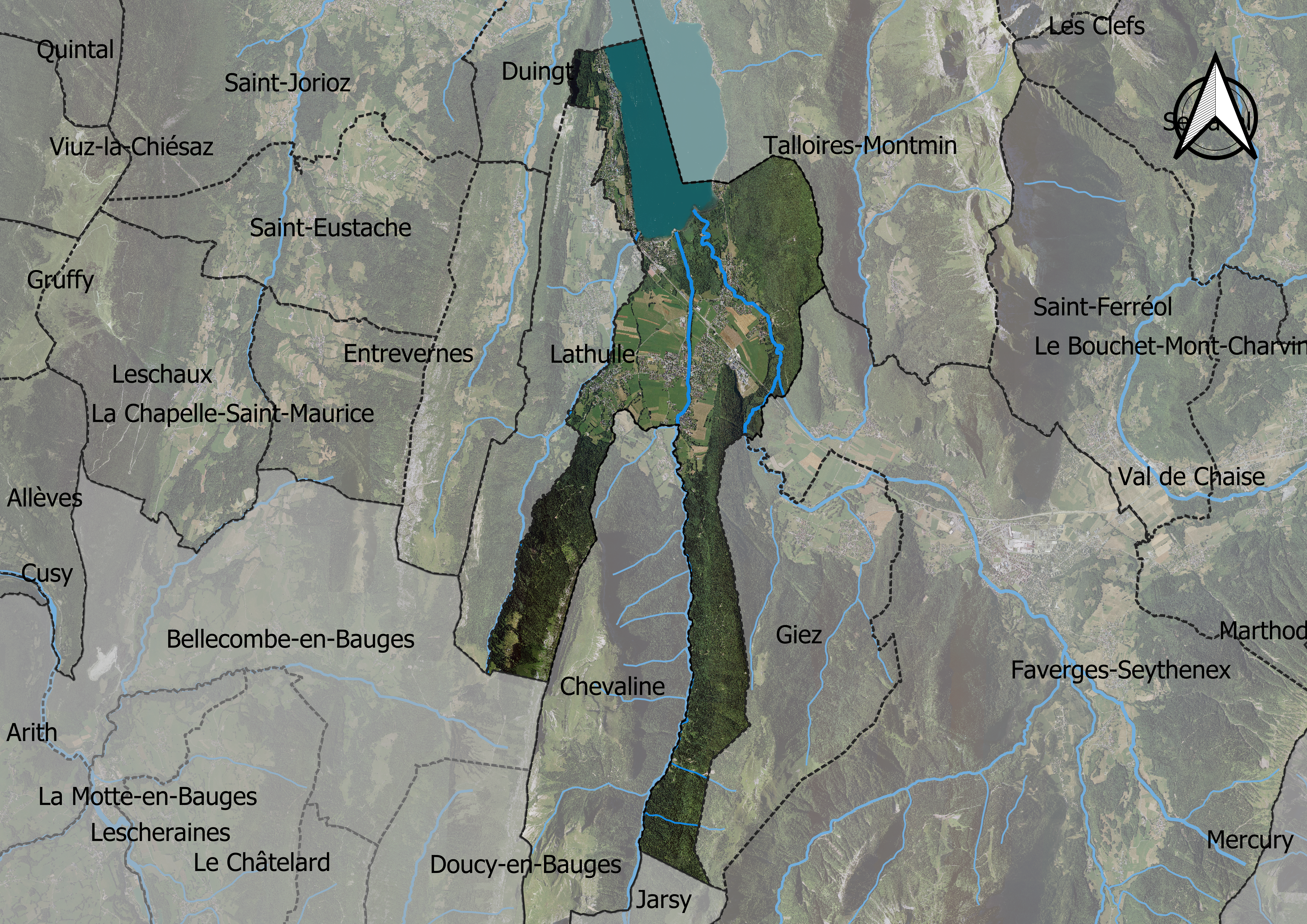
Carte orthophotogrammétrique de la commune.

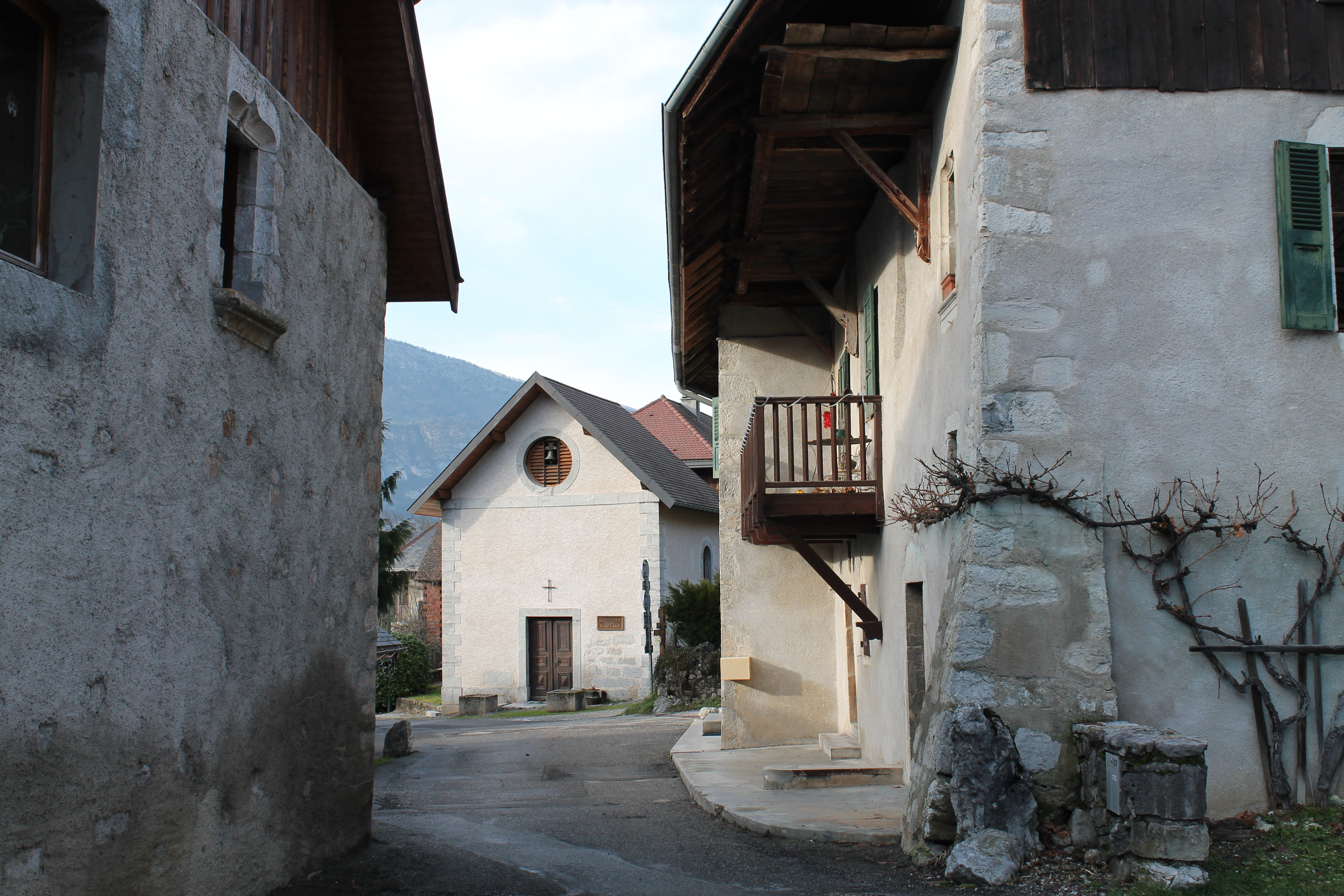
Rue du village de Verthier.

#### Morphologie urbaine
Le village de Doussard est composé de différents villages, hameaux ou lieux-dits dont on distingue dans la plaine le noyau urbain formé par Doussard-Centre (chef-lieu) ou Macherine.
Au nord, sur les contreforts de la montagne du Villard, appartenant au massif de la Tournette, on trouve d'est en ouest, les hameaux ou lieux-dits de Sollier, la Reisse, Verthier puis en descendant au sud vers la plaine, le Pont-Monnet et la Nublière.
Au, sud, vers la montagne du Charbon, en direction de Chevaline, on trouve le village de Arnand, ainsi que les lieux-dits les Vignes de la Combe et Vers le Moulin. Vers l'ouest, on trouve les villages de Marceau-Dessus et Marceau-Dessous. Enfin, au nord, entre la montagne du Taillefer et le lac, on trouve les villages du Bout-du-Lac, de la Ravoire, de Chaparon et de Bredannaz.

### Habitat et logement
En 2020, le nombre total de logements dans la commune était de 2 345, alors qu'il était de 2 045 en 2015 et de 1 917 en 2010.
Parmi ces logements, 72,8 % étaient des résidences principales, 20,3 % des résidences secondaires et 6,9 % des logements vacants. Ces logements étaient pour 56,8 % d'entre eux des maisons individuelles et pour 43 % des appartements.
Le tableau ci-dessous présente la typologie des logements à Doussard en 2020 en comparaison avec celle de la Haute-Savoie et de la France entière. Une caractéristique marquante du parc de logements est ainsi une proportion de résidences secondaires et logements occasionnels (20,3 %) inférieure à celle du département (23,7 %) mais supérieure à celle de la France entière (9,7 %). Concernant le statut d'occupation de ces logements, 65,9 % des habitants de la commune sont propriétaires de leur logement (65,8 % en 2015), contre 60,2 % pour la Haute-Savoie et 57,5 pour la France entière.
| Typologie                                               | Doussard | Haute-Savoie | France entière |
| ------------------------------------------------------- | -------- | ------------ | -------------- |
| Résidences principales (en %)                           | 72,8     | 69,8         | 82,1           |
| Résidences secondaires et logements occasionnels (en %) | 20,3     | 23,7         | 9,7            |
| Logements vacants (en %)                                | 6,9      | 6,5          | 8,2            |

Malgré la croissance importante de son parc de logements, la commune ne respecte pas les dispositions issues de l'article 55 de la loi SRU qui l'obligent à disposer d'un parc de logements sociaux d'au moins un quart de ses résidences principales. En 2014, elle ne disposait que de 6,97 % de logements sociauxs, ratio qui s'est abaissé à 6,8 % en 2019. À ce titre, elle est astreinte au paiement d'une pénalité financière de 64 086,25 € en 2020, mais a recouvré la maîtrise de ses permis de construire,,.

### Voies de communication et transports

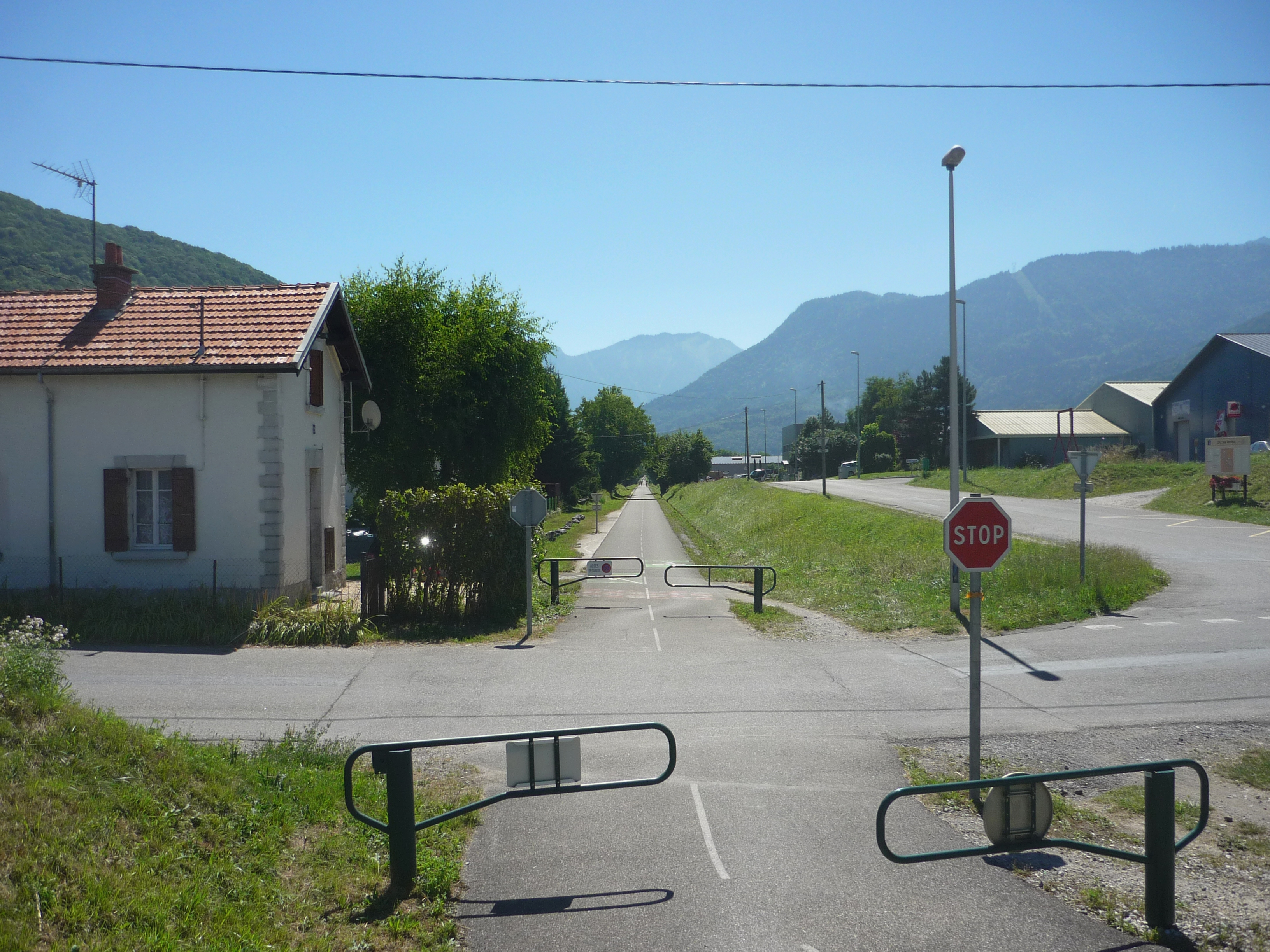
Vue de la piste cyclable créée sur le tracé de l'ancienne voie de chemin de fer d'Annecy à Albertville.

Doussard est accessible par la route. La commune se trouve sur l'axe de l'ex-RN 508 aujourd'hui Route départementale 1508 qui se dirige au nord vers Annecy et au sud vers Albertville, via Faverges. La circulation est estimée à plus de 12 715 véhicules par jour dont la proportion de poids lourds est d'environ 8 %. Dans cette direction, il est possible de rejoindre Albertville située à 25 km, ville depuis laquelle on peut rejoindre l'autoroute A430 permettant de rejoindre la combe de Savoie menant à la vallée de Maurienne ou les métropoles de Chambéry ou de Grenoble ainsi que la RN 90 qui permet de se diriger vers les stations de sports d'hiver de la vallée de la Tarentaise. En remontant vers le nord, en traversant Annecy, il est possible de rejoindre l'autoroute A41 (sortie Annecy-Sud à 25 km ou Annecy-Nord à 28 km) permettant de se rendre vers la vallée de l'Arve à l'est ou de se diriger vers Chambéry, via Aix-les-Bains à l'ouest. On peut éventuellement rejoindre l'autoroute A40, dite « Autoroute Blanche » en empruntant l'ancienne RN 508 direction Frangy.
La ville est reliée au reste du département et aux villes du département voisin par un service de cars journaliers assurant la liaison Annecy-Albertville par la société Philibert Transport, membre du réseau Cars Région Haute-Savoie. Il s'agit de la ligne 51 dont les autocars effectuent de façon quotidienne.
À partir d'Annecy, on peut se connecter au réseau ferré de la plate-forme multimodale de la gare d'Annecy. Pour les vols internationaux, on peut emprunter soit l'aéroport français de Lyon-Saint-Exupéry (145 km et 1 h 40), soit plus proche de Genève Cointrin en Suisse (70 km et 1 h).
La commune est également parcourue par une piste cyclable ou voie verte, dite du lac d'Annecy, implantée sur l'ancien tracé de chemin de fer, longeant la RD 1508, entre Annecy et Albertville, s'arrêtant pour la Haute-Savoie sur la commune de Marlens,. Le dernier tronçon reliant Giez à Marlens a été réalisé entre 2004-2005. Elle mesure 30 km de long,. Elle est gérée par le syndicat intercommunal du lac d'Annecy (SILA). Cette piste cyclable est considérée comme l'une des plus fréquentées de France. Cette ancienne ligne de chemin de fer disposait d'une gare sur la commune.
On peut se rendre également à Annecy par bateau grâce à l'une des trois liaisons journalières proposées par la Compagnie des bateaux du lac d'Annecy.

### Risques naturels et technologiques
La commune est soumise à l'ensemble des aléas naturels que l'on retrouve en territoire de montagne (avalanches, crues torrentielles, mouvements de terrain). La commune ne possède pas de plan de prévention des risques naturels prévisibles (PPRn) a été adopté, puis révisé en 2011.
Certaines parties du territoire sont soumises à des avalanches, la chute de pierres notamment dans le secteur de la combe d'Ire ainsi que sur celui du col de Bornette (DCS, p. 9-10).
La commune de Doussard, du fait de son implantation alpine, est soumise au zonage réglementaire pour la prise en compte de la sismicité, avec un classement en zone 4 (sismicité moyenne) sur une échelle de 5, alors qu'elle était placée en zone 1B (sismicité faible) en 1991 (DCS, p. 20). Le site planseisme.fr, site internet de prévention du risque sismique, classe encore en 2014 la commune en zone 4 (sismicité moyenne, catégorie d’importance II).

## Toponymie

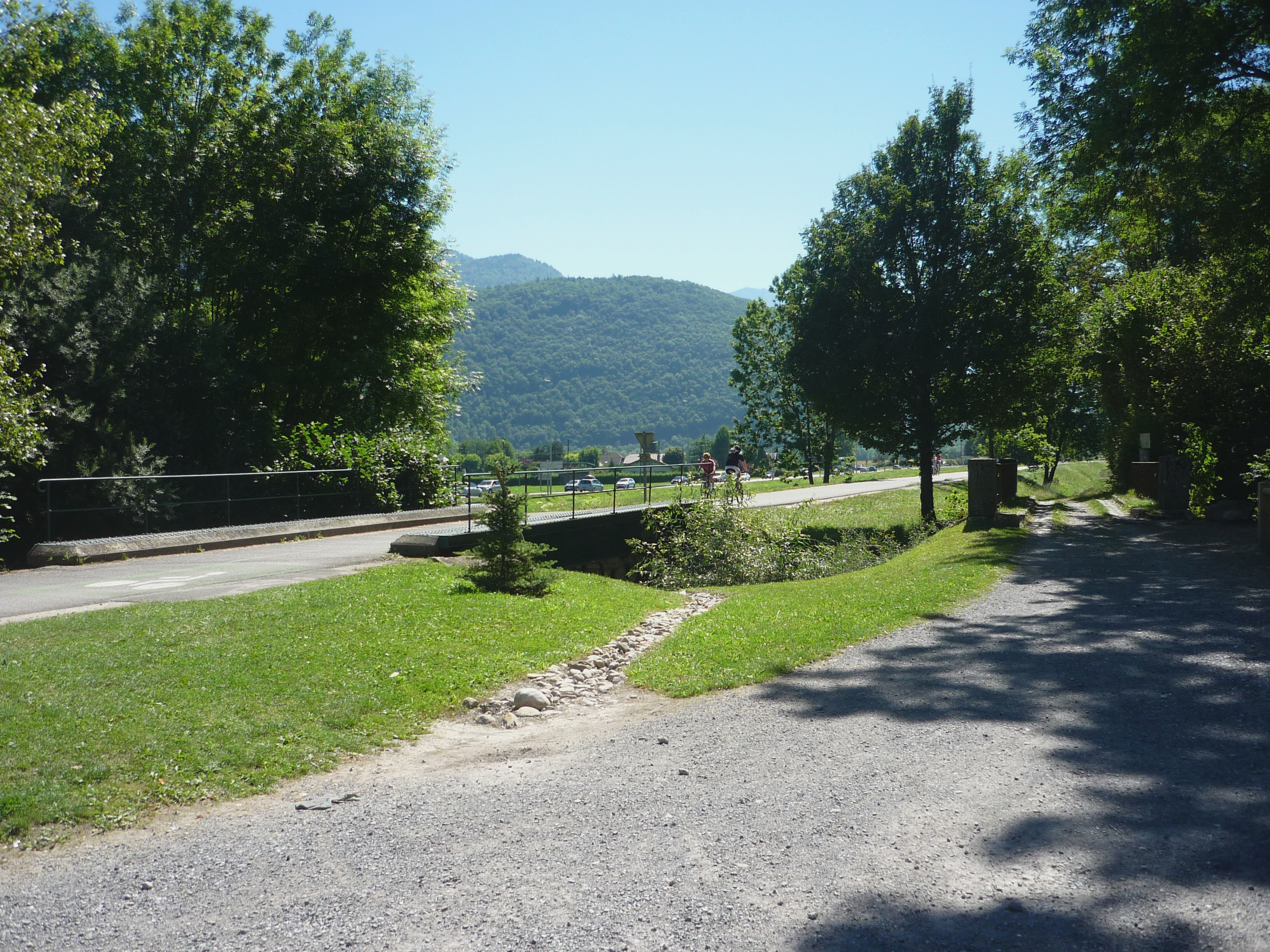
Les deux anciens ponts au-dessus de l'Ire à Pont Monnet dont l'un est utilisé par la piste cyclable.

Le toponyme de Doussard pourrait venir de trois sources :
- la plus probable et courante : du nom d'une villa fondée au Ier siècle[22] par un chef romain nommé Dulcius ou Dulciux ou encore Dulsatis ou Dulciatis, citée en 867 dans un document royal de Lothaire II de Lotharingie en faisant donation à sa femme Thieteberge[23],[HS 1],[24]. Au XIe siècle, un document de 1016, indique que Rodolphe III de Bourgogne fait don à sa femme, Hermengarde ou Ermengarde, des droits sur « Dulsatis, Vesonam, Merlendis »[25]. Viennent ensuite les formes de Dolsas (XIIe siècle), Douczaz (XIVe siècle), Dulsaz, Doucsa, Dussard, Doussar. On trouve les formes : Dolsas, dulsaz sur le cartulaire de l'abbaye de Talloires de la fin du XIIe siècle- début du XIIIe siècle[26] ;
- du latin Dulç-satis (assez doux) ;
- du savoyard Deû-sô (doux ici).

Les différentes mentions de la commune ou de la paroisse sont villa Dulziatdum (866), puis curtem Dulciatis (879), Dulsatis vers 1031-1032, puis Dolsas en 1121. On trouve ensuite la Cura de Douczaz vers 1344. Enfin, on a les formes Dulsaz, Dussard et Doussar qui sont mentionnées.
En francoprovençal, le nom de la commune s'écrit Deussâr, selon la graphie de Conflans.

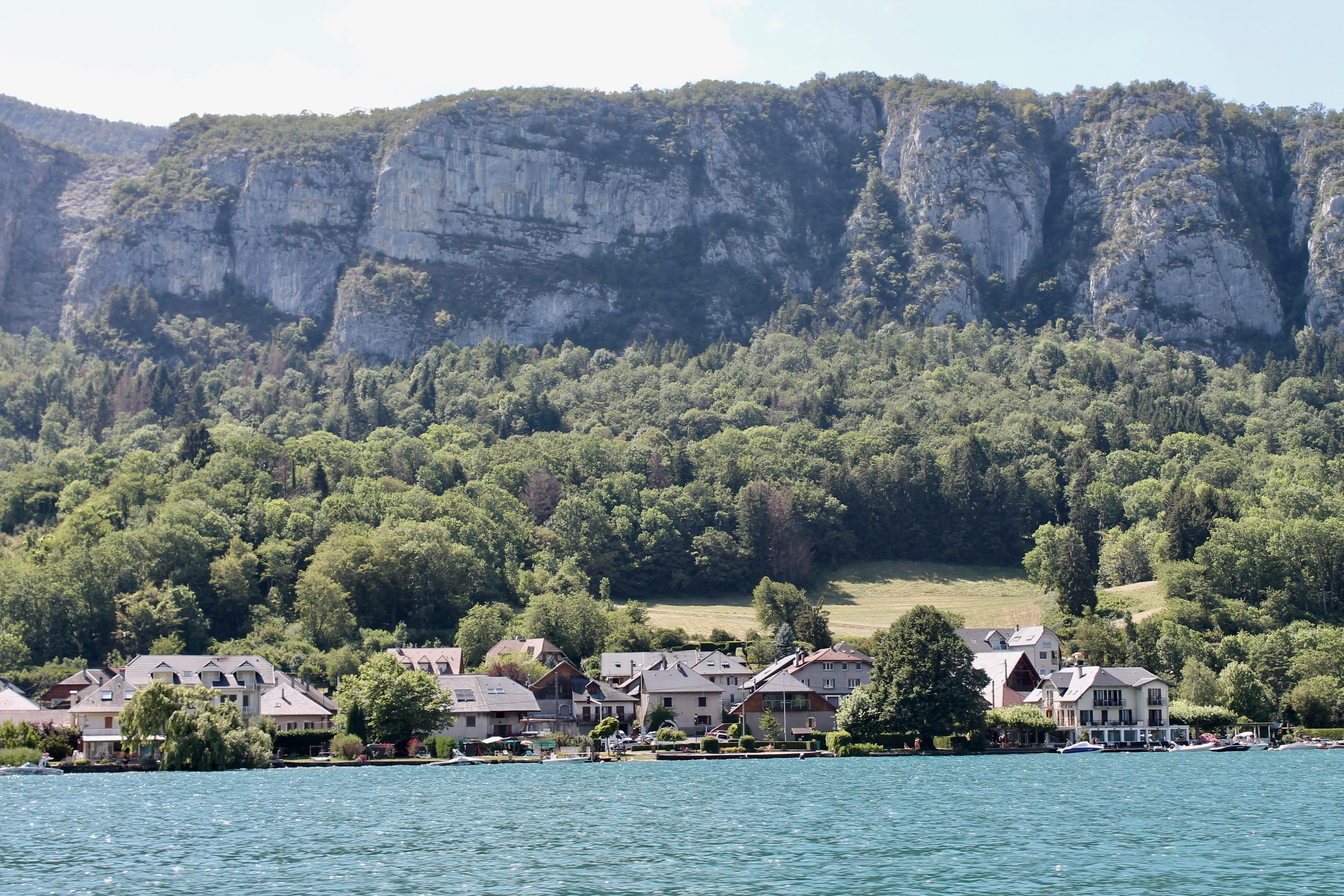
Village de Bredannaz depuis le lac.

Les toponymes des autres hameaux et noms de lieux peuvent renvoyer à un patronyme comme pour le village de « Arnand » ; un type de lieu comme pour « Glière », variante de Glaire, provenant du latin Glaria, Glarea, désignant un lieu composé de gravier ou assimilés, souvent inondé, ou encore « Sollier » (vient de Solier, dérivé du mot latin solarium, désignant une terrasse exposée au soleil), ; le nom d'un domaine gallo-romain pour « Marceau » (Marsaciacum (1031, Marsaux), nom d'un domaine gallo-romain dérivé avec la terminaison ou suffixe "-acum", qui signifie propriété, et du nom Marsacius) ainsi que pour celui de « Verthier » (villa Vetri, avec le nom gallo-romain Vetrius, variante de Veturius). Les sources manquent pour ceux de « Macherine » (nouveau chef-lieu), « Brédannaz » et « Chaparon ».
La prononciation de Bredannaz est Bredanne.

## Histoire

### Préhistoire
Les premières traces de la présence humaine sur le territoire de la commune remontent au Néolithique et au bronze moyen,. Des traces et des objets ont ainsi été retrouvés. Une hache datant de la période près de La Serraz, ainsi qu'une autre datée de l'âge du bronze aux environs du village de Verthier. Enfin, les traces d'une cité lacustre ont été mis au jour au Bout-du-Lac.

### Antiquité
La plaine de Doussard se trouve en territoire des Allobroges qui contrôlent l'avant-pays plat, entre le Rhône et les Alpes.
Les Romains interviennent dans les environs à partir du IIe siècle av. J.-C. Une fois le territoire pacifié, ils construisent des routes afin de commercer et notamment la route secondaire reliant Turin à Genève, passant par le village de Verthier en provenance de la mansio Casuaria (village de Viuz sur la commune de Faverges), qui se développe au Ier siècle. Des fouilles archéologiques ont permis de trouver des vestiges d'une présence gallo-romaine à différents endroits du territoire de la commune, notamment à proximité de la voie (chef-lieu, Bredannaz ainsi que dans les marais du Bout-du-Lac). Divers travaux notamment de terrassement ont permis de mettre au jour de nombreuses traces de cette présence : restes de murs, des pièces de monnaie (des empereurs Auguste à Constantin), des tuiles, des morceaux de poteries ou encore des tombes datant de cette période,.
La mention de villas, dans des documents du haut Moyen Âge, villa Dulciatis (Dulziadum),, villa Vetri (Vertiacum) ou encore de Marciacum (Marceau) indique la présence de domaine gallo-romain durant l'Antiquité tardive.

### Moyen Âge

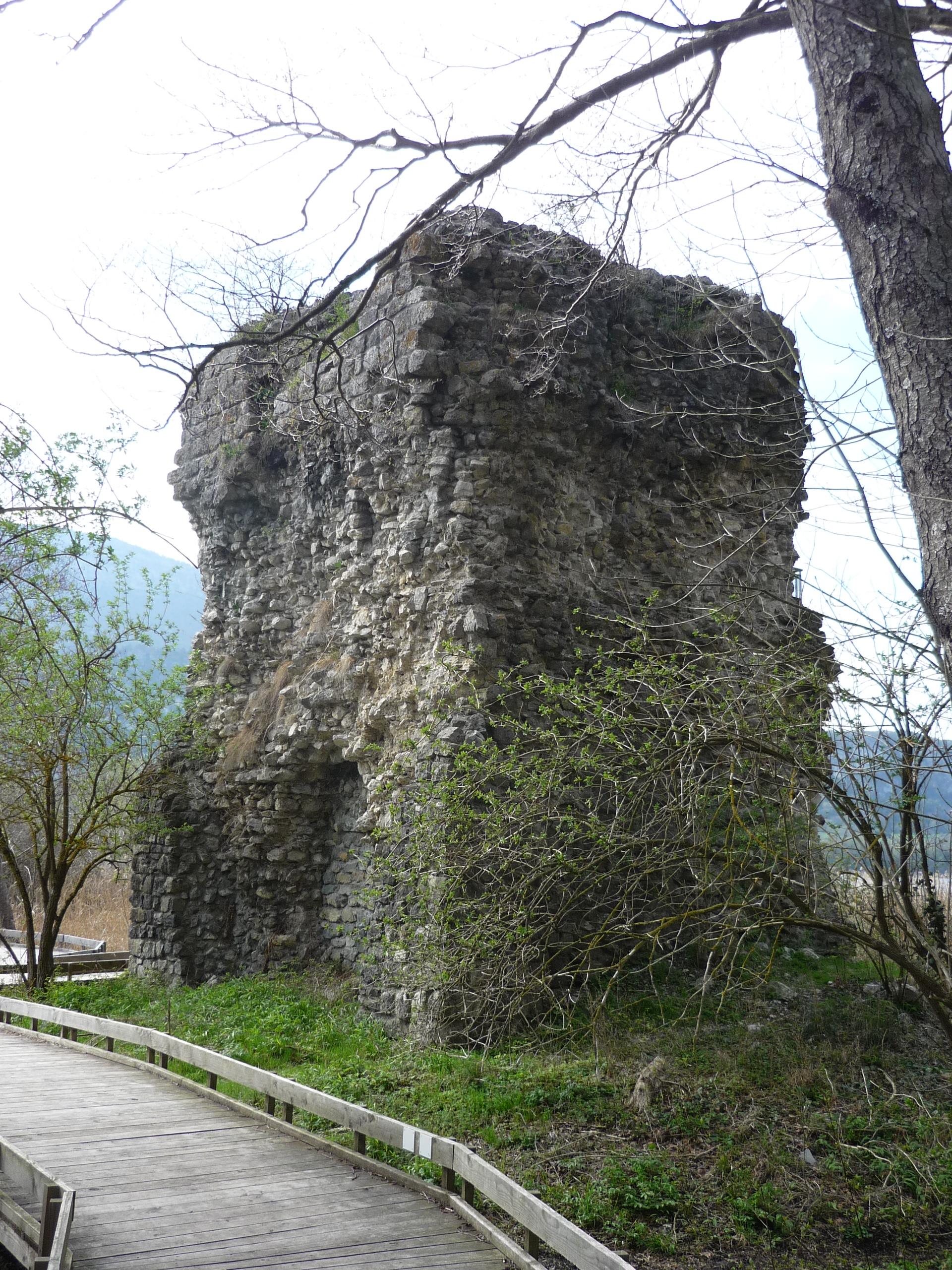
La tour de Beauvivier, aujourd'hui en ruine, dans la réserve naturelle du Bout-du-Lac.

Dans le village de Marceau-dessous, les traces d'un cimetière du haut Moyen Âge ont été retrouvées.
Doussard est mentionné sous la forme Dulsatis ou Dulciatis ou Dulziadum, ainsi que le village de Vertiacum, en 17 janvier 867-868, lors d'une donation de terres à proximité du lac d'Annecy par Lothaire II de Lotharingie à sa femme Thiedberge,,,. La paroisse est également citée en 879 dans un document où le roi de Bourgogne, Boson de Provence, cède des terres à l'abbaye de Tournus,.
En 1016, le roi Rodolphe III de Bourgogne donne à son épouse, la reine Hermengarde ou Ermengarde, les droits sur les localités de Dulsatis (Doussard), de Marsiacum (Marceau), de Vesonam (Vesonne) et de Marlendis (Marlens),. Les droits donnés portaient aussi sur l'église — qui se trouvait alors dans le périmètre actuel de la réserve naturelle — sur les dépendances et les annexes. Son emplacement est aujourd'hui matérialisé par un socle portant une croix scellée. La reine, en 1031, fait don de la seigneurie avec l'église et les terres attenantes à l'abbaye de Talloires,,.
Au XIIIe siècle, la paroisse et les différents villages appartiennent aux nobles de Duin (Duingt), vassaux des comtes de Genève (ou Genevois). Doussard possède deux seigneuries : Beauvivier, dont le centre est la maison forte du même nom et qui comprend les terres correspondant aux marais actuels où se trouvait un port et au village de Verthier où se trouve un pont sur l'Eau Morte et un péage sur la voie entre Annecy et Faverges, et l'autre partie de la plaine et ses contreforts sur les versants des Bauges, avec les paroisses et maisons fortes de Lathuile et de Chevaline, appartiennent à la seigneurie de Ruange,.
Au XIVe siècle, Verthier est le passage emprunté par la route reliant Annecy à Ugine, via Faverges. Deux péages existent l'un pour la voie routière, sur le pont enjambant l'Eau Morte, le second pour les bateaux faisant commerce avec Annecy, avec le port de Le Vivier, où se trouve la tour de Beauvivier.

### Temps modernes
En 1530, Louise de Duin vend sa baronnie, dont le fief de Beauvivier, au duc Philippe de Genevois-Nemours. Les seigneuries de Beauvivier (en ruines) et Ruange entrent dans les possessions de Gaspard Jodoc Stockalper de la Tour (1609-1691), bailli du Valais et devenu baron de Duin. Elles passent ensuite à la famille de Monthoux (1681-1696), puis à la famille de Sales (1698),.
En 1734, le transfert de l'église vers le hameau de Macherine est décidé à cause des crues fréquentes. Le nouveau cimetière est béni en 1737 et l'église consacrée le 2 octobre 1767. La tombe du curé Maistre, dernier de l'ancienne église et premier de la nouvelle, porte l'inscription « Ultimus in veteri, primo in nova ». Le nouvel édifice comporte le portail de l'ancienne église du XVIe siècle.

### Révolution française et Empire
Avant l'entrée des troupes révolutionnaires françaises dans le duché de Savoie, le curé Bigex décrit sa paroisse « la paroisse est composée d'environ 500 communiants soit d'environ 900 habitants en 9 hameaux qui sont : Macherine où est l'église paroissiale, Marceau-dessus, Marceau-du-milieu, Marceau-dessous, Arnand, Sollier, Verthier, Chapparon, et Bredannaz ». Si le duché de Savoie est annexé la France en 1792, le prêtre a fui. L'église est détruite et au retour du prêtre, le 4 décembre 1795, il ne restait plus que les quatre murs. Reconstruite à partir de 1797, un incendie à nouveau la ravagea et elle fut à nouveau réparée.
La commune est attachée au canton de Duingt-Dhéré, avec notamment les paroisses de Lathuile et Montmin, dans le district d'Annecy, qui appartient au département du Mont-Blanc. Lors de la modification de ce département avec la création de celui du Léman, en 1798, Doussard est maintenu dans le département du Mont-Blanc dans l'arrondissement d'Annecy, mais intégré au canton de Faverges, qui regroupe 16 communes.

### Époque contemporaine

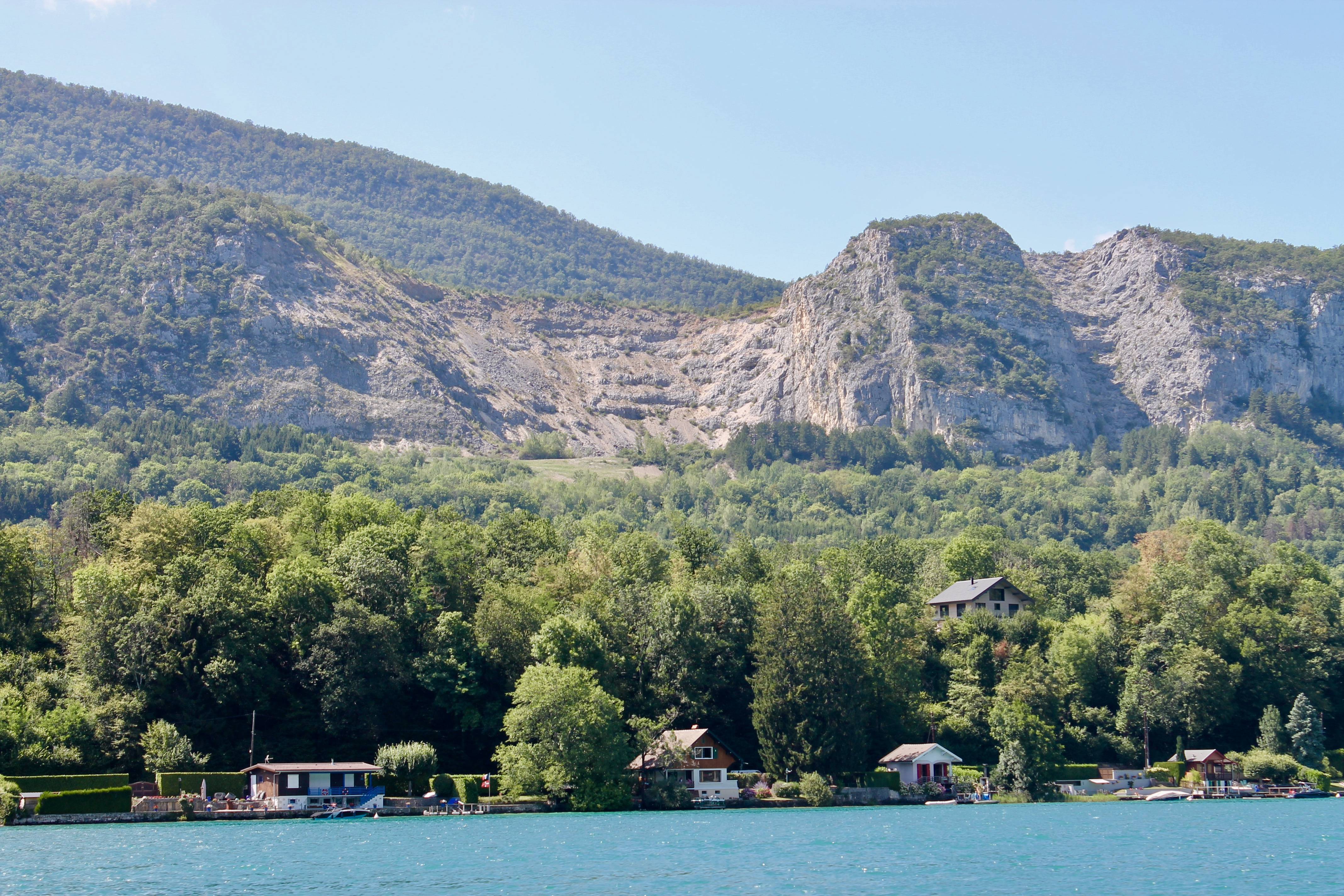
Ancienne carrière ouverte au-dessus du village de Bredannaz.

Lors de la restauration du duché de Savoie de 1814, le village de Doussard entre dans le mandement de Faverges, situé dans la province du Genevois, avec 7 autres communes (tandis que Chevaline et Lathuile reviennent au mandement de Duingt), puis 10 en 1818. Lors des réformes de 1835-1837, le mandement de Faverges est détaché de la province du Genevois pour être intégré à la nouvelle province de la Haute-Savoie qui a pour chef-lieu Albertville. Le mandement garde les mêmes 10 communes.
L'église actuelle, de style néo-classique sarde, est construite à partir de 1850 et consacrée en 1853,. Le village possède un petit port installé sur le rivage de ce qui deviendra le hameau du Bout-du-Lac. Celui-ci dessert les villages de la plaine et des versants (Doussard, Chevaline et Lathuile) au cours du XIXe siècle. Le site sert au milieu du XIXe siècle à l'expédition des productions locales (bois, charbon de la mine d'Entrevernes).
Lors de l'Annexion de la Savoie à la France en 1860, Doussard reste dans le nouveau canton de Faverges, constitué au sein du nouveau département de la Haute-Savoie.
En 1901 est mise en service la gare de Doussard sur la ligne d'Annecy à Albertville, dont le service voyageurs cesse en 1938. Son emprise est utilisée par la voie verte du lac d'Annecy.

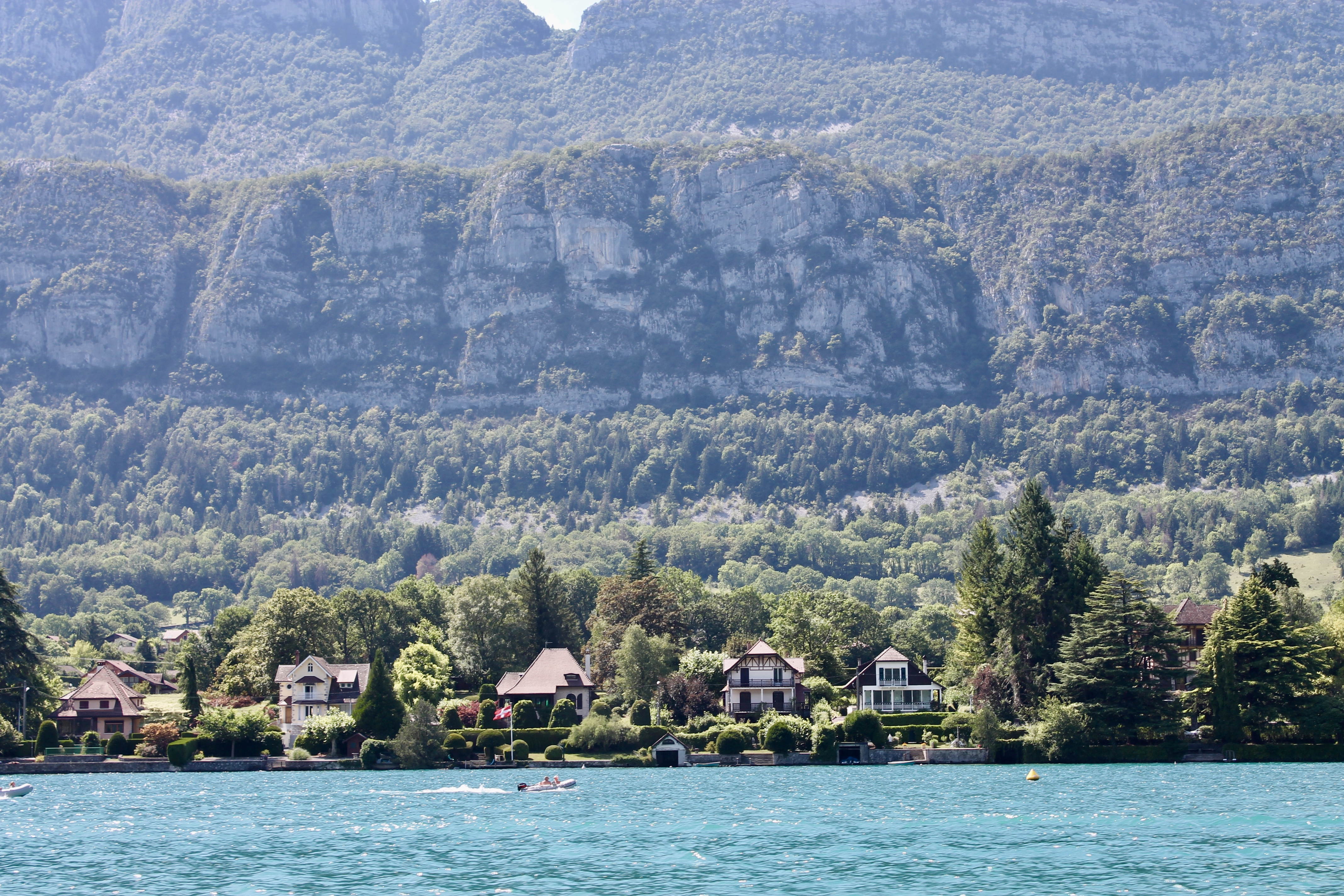
Maisons de maître au bord du lac d'Annecy, au Bout-du-Lac.

En 1967, la foudre provoque un incendie qui détruit le clocher et une grande partie de la toiture. La croix du clocher est transportée et installée au sommet de la montagne du Charbon, elle porte désormais le nom de « Croix du Roy ».
Un projet de fusion entre la commune et celle de Faverges-Seythenex (7 800 habitants), est envisagé en 2017 pour une réalisation au 1er janvier 2018. Les communes voisines de Chevaline, Giez, Lathuile, Saint-Ferréol et Val-de-Chaise sont également invitées à participer au projet. Toutefois, au bout de quelques mois le projet est arrêté lors d'un vote commun des deux conseils municipaux le 19 septembre 2018, car si le Conseil de Faverges-Seythenex a voté favorablement, celui de Doussard est négatif.

## Politique et administration

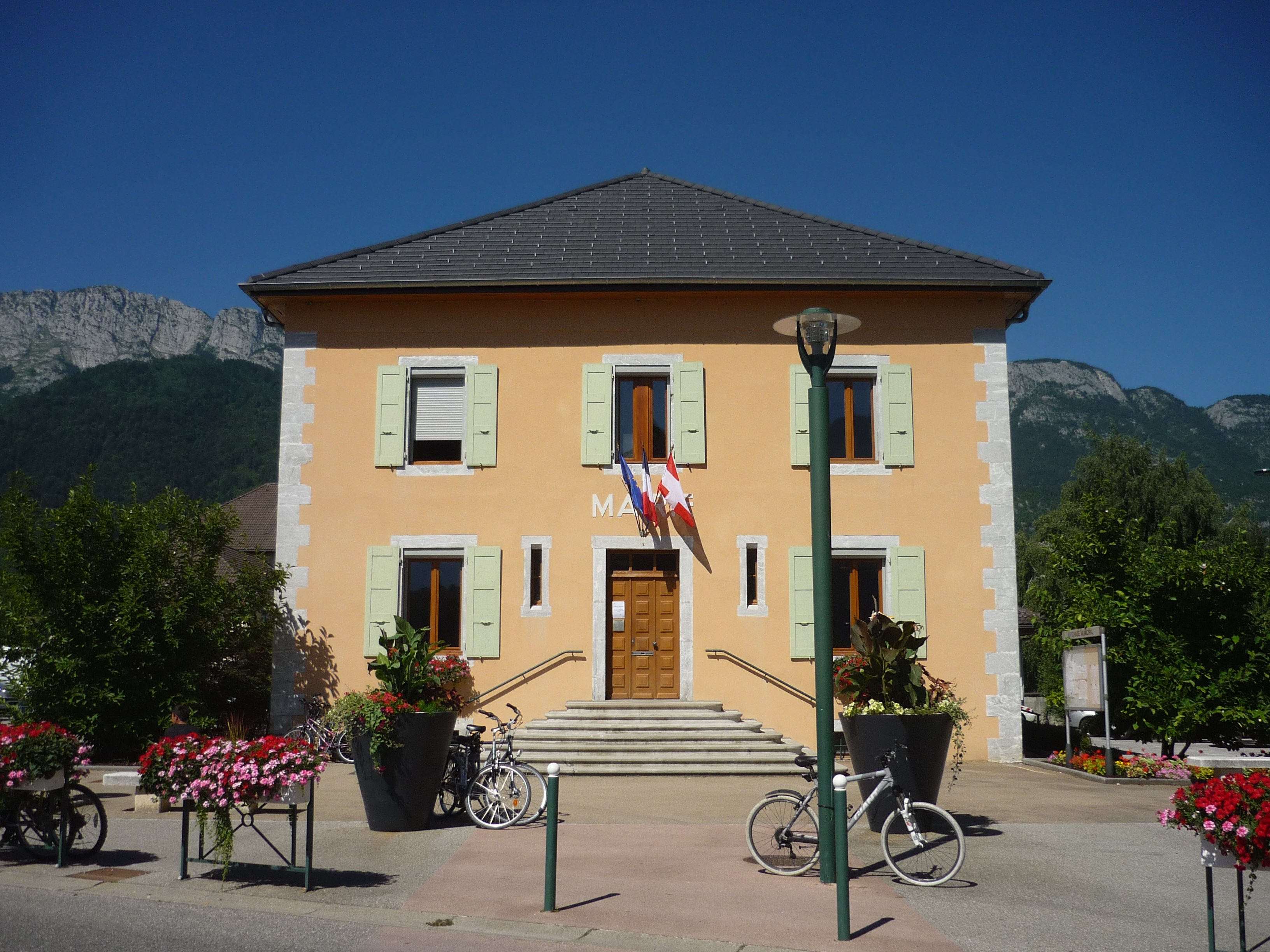
La mairie de Doussard.

### Rattachements administratifs et électoraux

#### Rattachements administratifs
La commune se trouve depuis 1860 dans l'arrondissement d'Annecy du département de la Haute-Savoie.
Elle faisait partie du canton de Faverges. Dans le cadre du redécoupage cantonal de 2014 en France, cette circonscription administrative territoriale a disparu, et le canton n'est plus qu'une circonscription électorale.

#### Rattachements électoraux
Pour les élections départementales, la commune fait partie depuis 2014 du canton de Faverges-Seythenex
Pour l'élection des députés, elle fait partie de la deuxième circonscription de la Haute-Savoie.

### Intercommunalité
Doussard est membre de la communauté de communes des Sources du Lac d'Annecy, un établissement public de coopération intercommunale (EPCI) à fiscalité propre créé fin 2000 sous la dénomination de communauté de communes du Pays de Faverges et auquel la commune a transféré un certain nombre de ses compétences, dans les conditions déterminées par le code général des collectivités territoriales.

### Administration municipale
Le nombre d'habitants au dernier recensement étant compris entre 3 500 et 4 999 habitants, le nombre de membres du conseil municipal est de 27.

### Tendances politiques et résultats
Aux élections législatives de 2012, le député sortant Lionel Tardy (UMP), est arrivé en tête au premier tour avec 41,78 % des voix, devant Denis Duperthuy (PS) avec 28,04 %. La troisième place est occupée par la candidate du FN avec 13,81 %. Le second tour confirma cette tendance, Lionel Tardy devançant Denis Duperthuy (59,20 % contre 40,80 %) comme sur l'ensemble de la circonscription,.
Lors du premier tour des élections municipales de 2014 en Haute-Savoie, la liste UMP-UDI menée par la maire sortante Michèle Lutz obtient la majorité absolue des suffrages exprimés, avec 839 voix (54,94 %, 21 conseillers municipaux élus dont	5 communautaires), devançant largement celle DVG menée par Marc Millet-Ursin, qui a recueilli 688 voix (45,05 %, 6 conseillers municipaux élus dont 1 communautaire).
Lors de ce scrutin, 35,35 % des électeurs se sont abstenus. 
Au premier tour des élections municipales de 2020 en Haute-Savoie, la liste DVC menée par Michel Coutin obtient la majorité absolue des suffrages exprimés avec 592 voix (56,38 %, 21 conseillers municipaux élus dont 6 communautaires), devançant largement la liste DVD menée par la maire sortante Michèle Lutz, qui a recueilli 458 voix (43,61 %, 6 conseillers municipaux élus dont 1 communautaire).
Lors de ce scrutin marqué par la pandémie de Covid-19 en France, 56,24 % des électeurs se sont abstenus.
Après la démission d'une partie du conseil municipal en septembre 2023, de nouvelles élections municipales sont organisées le 12 novembre 2023. Dès le premier tour, la liste menée par Marielle Juilien — qui avait été maire-adjointe durant le mandat de Michèle Lutz — obtient la majorité absolue des suffrages exprimés, avec 950 voix (69 %, 21 conseillers municipaux élus), devançant très largement celle menée par Philippe Chappet, ancien conseiller municipal de la majorité sortante et ancien vice-président de l'intercommunalité, qui a recueilli 434 voix (31 %, 6 conseillers municipaux élus).

### Liste des maires
| Période                                  | Période                       | Identité                          | Étiquette | Qualité |
| ---------------------------------------- | ----------------------------- | --------------------------------- | --------- | --- |
| Les données manquantes sont à compléter. |                               |                                   |           | |
|                                          |                               |                                   |           | |
| mars 1959                                | mars 1977                     | François Malfroid                 | DVD       | Vétérinaire Conseiller général de Faverges (1961 → 1979) |
|                                          |                               |                                   |           | |
|                                          | mars 2001                     | Robert Chappet                    |           | |
| mars 2001                                | octobre 2009                  | Jean-Claude Deronzier (1945-2009) | DVD       | Retraité Président de la CC du Pays de Faverges (2008 → 2009) Mort en fonction                                                                                  |
| décembre 2009                            | mai 2020                      | Michèle Lutz (1956-2020)          | UMP → LR  | Cadre d'entreprise retraitée de chez ST Dupont |
| mai 2020                                 | novembre 2023                 | Michel Coutin (1951- )            | DVC       | Ancien cadre Président de la CC des Sources du Lac d'Annecy (2014 → 2020) Mandat écourté après la démission de plus d'un tiers des membres du conseil municipal |
| novembre 2023                            | En cours (au 8 décembre 2023) | Marielle Juilien                  |           | Employée de la Poste |

### Jumelages
La commune a effectué un jumelage avec la commune de Dirinon (Finistère) depuis 2003.

## Équipements et services publics

### Eau et déchets
L'alimentation en eau potable est en situation d'affermage avec la société Veolia. Le prix de l'eau par m³ est de 1 à 1,5 € (donnée d’août 2014).
Le réseau d’assainissement est géré par le syndicat mixte du lac d'Annecy (SMLA). Les eaux de la commune sont traitées par la station d'épuration (aujourd'hui appelée UDEP, Unité de dépollution des eaux) de Siloé à Cran-Gevrier.

### Espace public
La commune a obtenu sa première fleur au concours des villes et villages fleuris en 2015.

### Enseignement
La commune de Doussard est située dans l'académie de Grenoble. En 2019, elle administre une école maternelle et une école élémentaire regroupant 343 élèves.
L'ensemble des établissements sont rattachés, en 2019, au collège public du canton, le collège Jean-Lachenal, situé à Faverges. Le collège, créé en 1966, porte le nom de l'un de ses premiers directeurs (1967 à 1979), qui fut également maire adjoint de 1959 à 1989. Certains élèves se rendent au collège de Saint-Jorioz ou les établissements privés du bassin annécien.
Les futurs lycéens poursuivent leurs études selon leurs options, dans l'un des lycées d'Annecy (lycée Gabriel-Fauré ou lycée professionnel Germain-Sommeiller, parfois le lycée Berthollet ou le lycée privé Saint-Michel). Certains optent toutefois pour l'un des enseignements d'établissements des villes du département savoyard voisin (lycée polyvalent René-Perrin d'Ugine ou lycée général et technologique privé Jeanne-d'Arc d'Albertville).
La ville de Faverges possède cependant un établissement préparant différents diplômes dans son lycée professionnel privé La Fontaine : C.A.P. (Esthétique-cosmétique, coiffure, dessinateur en communication graphique) ; B.P. (esthétique en alternance) ainsi que B.E.P. (Bio-services, carrières sanitaires et sociales, vente action marchande) ou encore Bac Pro (artisanat et métier d’arts option communication graphique, commerce, vente). On trouve également à Faverges, un institut médico-éducatif/SESSAD Guy-Yver.

### Santé
En 2008, il y avait cinq médecins généralistes installés sur la commune, en 2012, ils ne sont plus que quatre. La desserte médicale est estimée en septembre 2012 à un médecin généraliste pour 1 241 hab. (soit légèrement inférieur à la moyenne rhônalpine), pour le bassin de Doussard qui comprend les communes de Chevaline et Lathuile. D'autres services liés à la santé sont aussi implantés, un dentiste, des infirmiers, des kinésithérapeutes, ainsi qu'une pharmacie.
Le village possède également une maison de retraite.
La commune de Doussard est rattachée au service d'urgences du centre hospitalier Annecy Genevois. Anciennement idéalement placé du côté des Marquisats à Annecy, sur la RD 1508, ce dernier a dès lors déménagé en 2008 du côté de Metz-Tessy, obligeant la traversée de l'agglomération. Du côté d'Albertville, dans le département voisin, on peut également avoir accès au service du centre hospitalier intercommunal Albertville-Moûtiers.

### Justice, sécurité, secours et défense
La commune de Doussard dépend du tribunal d'instance et du tribunal de grande instance d'Annecy. La cour d'appel pour la circonscription judiciaire se trouve à Chambéry (Cour d'appel de Chambéry). Elle dépend par ailleurs du tribunal pour enfants et du conseil de prud'hommes d'Annecy, ainsi que du tribunal administratif de Grenoble.

## Population et société
Ses habitants sont appelés les Doussardaines et Doussardains. On trouve aussi la forme Doussardiennes et Doussardiens. La forme en patois est Bobans. Le sobriquet pour désigner les habitants est Doussard, sans douceur.

### Démographie

#### Évolution démographique
L'évolution du nombre d'habitants est connue à travers les recensements de la population effectués dans la commune depuis 1793. Pour les communes de moins de 10 000 habitants, une enquête de recensement portant sur toute la population est réalisée tous les cinq ans, les populations de référence des années intermédiaires étant quant à elles estimées par interpolation ou extrapolation. Pour la commune, le premier recensement exhaustif entrant dans le cadre du nouveau dispositif a été réalisé en 2008.

En 2022, la commune comptait 3 688 habitants, en évolution de +2,19 % par rapport à 2016 (Haute-Savoie : +6,01 %, France hors Mayotte : +2,11 %).
| 1793 | 1800 | 1806 | 1822  | 1838  | 1848  | 1858  | 1861  | 1866  |
| ---- | ---- | ---- | ----- | ----- | ----- | ----- | ----- | ----- |
| 764  | 864  | 860  | 1 010 | 1 212 | 1 272 | 1 103 | 1 168 | 1 238 |

| 1872  | 1876  | 1881  | 1886  | 1891  | 1896  | 1901  | 1906 | 1911 |
| ----- | ----- | ----- | ----- | ----- | ----- | ----- | ---- | ---- |
| 1 132 | 1 126 | 1 131 | 1 133 | 1 048 | 1 060 | 1 174 | 937  | 909  |

| 1921 | 1926 | 1931 | 1936 | 1946  | 1954  | 1962  | 1968  | 1975  |
| ---- | ---- | ---- | ---- | ----- | ----- | ----- | ----- | ----- |
| 876  | 906  | 925  | 860  | 1 026 | 1 124 | 1 170 | 1 239 | 1 543 |

| 1982  | 1990  | 1999  | 2006  | 2008  | 2013  | 2018  | 2022  | - |
| ----- | ----- | ----- | ----- | ----- | ----- | ----- | ----- | - |
| 1 725 | 2 070 | 2 781 | 3 276 | 3 417 | 3 584 | 3 575 | 3 688 | - |

À partir des données du tableau et du graphique, on observe trois temps démographiques. Le premier correspond à celui où le village appartenait au duché de Savoie jusqu'à la veille de l'annexion à la France de 1860, où la population atteint 1 272 habitants (1848) ; puis une baisse de la population jusqu'au lendemain de la Seconde Guerre mondiale où la population est de 860 habitants, à mettre en relation avec l'exode rural vers les villes industrielles de Faverges et l'agglomération annécienne. La croissance démographique reprend au cours des décennies suivantes, notamment au cours de la période des années 1990 (entre 50 et 100 habitants par an). Sur la période suivante (1999-2009), la commune regagne de la population (+693 hab.). Toutefois Faverges reste cependant le pôle urbain majeur du canton en regroupant presque 50 % de la population totale (6 657 habitants sur 14 860 habitants en 2009).
De 1968 à 1975, la commune a un taux de natalité de 19,1 ‰ (taux national : 16,9 ‰), alors que le taux de mortalité s'élève à 10,5 ‰ (taux national : 10,8 ‰). Après 1975, le taux de natalité baisse légèrement à 15 ‰ dans les années 1980, puis à 14,8 ‰ pour la période 1999-2006 (France entière : 13 ‰) ; se stabilisant encore entre 2006 et 2011 pour atteindre 14,4 ‰.

#### Pyramide des âges
En 2018, le taux de personnes d'un âge inférieur à 30 ans s'élève à 31,1 %, soit en dessous de la moyenne départementale (35,9 %). À l'inverse, le taux de personnes d'âge supérieur à 60 ans est de 26,9 % la même année, alors qu'il est de 22,1 % au niveau départemental.
En 2018, la commune comptait 1 792 hommes pour 1 783 femmes, soit un taux de 50,13 % d'hommes, légèrement supérieur au taux départemental (49,20 %).
Les pyramides des âges de la commune et du département s'établissent comme suit.
| Hommes | Classe d’âge | Femmes |
| ------ | ------------ | ------ |
| 0,2    | 90 ou +      | 1,0    |
| 7,6    | 75-89 ans    | 7,7    |
| 17,4   | 60-74 ans    | 19,8   |
| 23,9   | 45-59 ans    | 23,2   |
| 18,1   | 30-44 ans    | 19,0   |
| 14,8   | 15-29 ans    | 12,2   |
| 18,0   | 0-14 ans     | 17,2   |

| Hommes | Classe d’âge | Femmes |
| ------ | ------------ | ------ |
| 0,6    | 90 ou +      | 1,4    |
| 5,9    | 75-89 ans    | 7,9    |
| 14,2   | 60-74 ans    | 15,3   |
| 20,7   | 45-59 ans    | 20,3   |
| 21,8   | 30-44 ans    | 21,4   |
| 17,4   | 15-29 ans    | 15,6   |
| 19,5   | 0-14 ans     | 18     |

#### Ménages
En 2011, la commune comptait 1 526 ménages. Si l'on compare la situation de Doussard avec le reste de la France en 2010, on observe un comportement quasi identique. Ainsi la part de ménages d'une seule personne est de 30,2 %, soit légèrement inférieur à la moyenne nationale (33,7 %). La part des ménages avec famille est quant à elle d'environ 67,4 %.
On observe une légère évolution entre 2006 et 2011, où le nombre de ménages d'une seule personne passe de 399 à 461, soit une augmentation de 1,42 point (de 28,78 % à 30,2 %). Par contre, le nombre de ménages avec famille augmente légèrement plus, passant de 955 à 1 029, soit une augmentation mais dont la part baisse légèrement (de 68,8 % à 67,4 %). Le ménage moyen en 2009 pour la commune se compose de 2,3 personnes, ce qui reste assez faible. Ce chiffre est identique à celui observé pour la communauté de communes, d'ailleurs passé de 3,3 en 1968 à 2,3 en 2009. Cette tendance suit celle des échelons supérieurs (départemental et national).

### Sports et loisirs

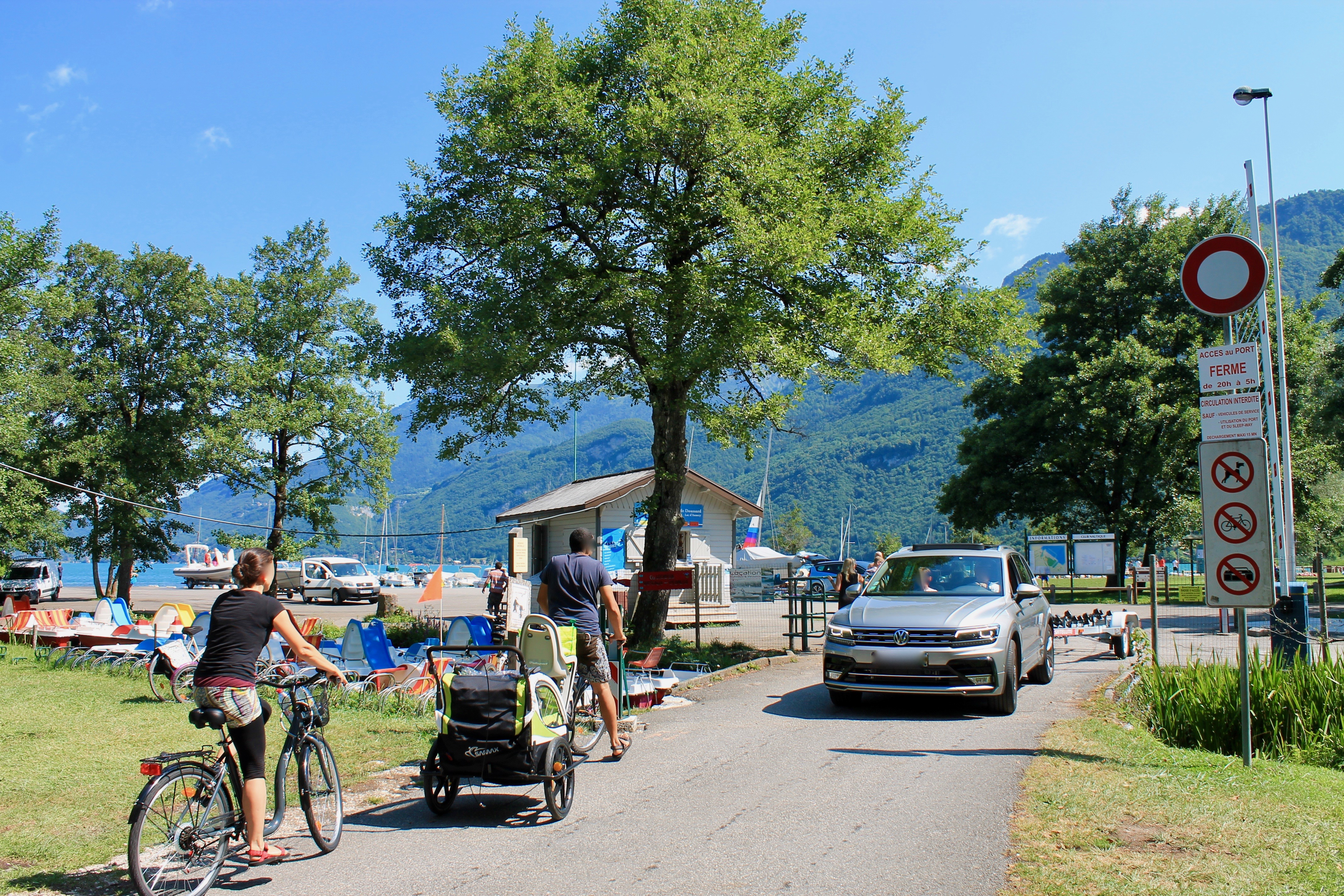
Entrée du port de plaisance et de la plage.

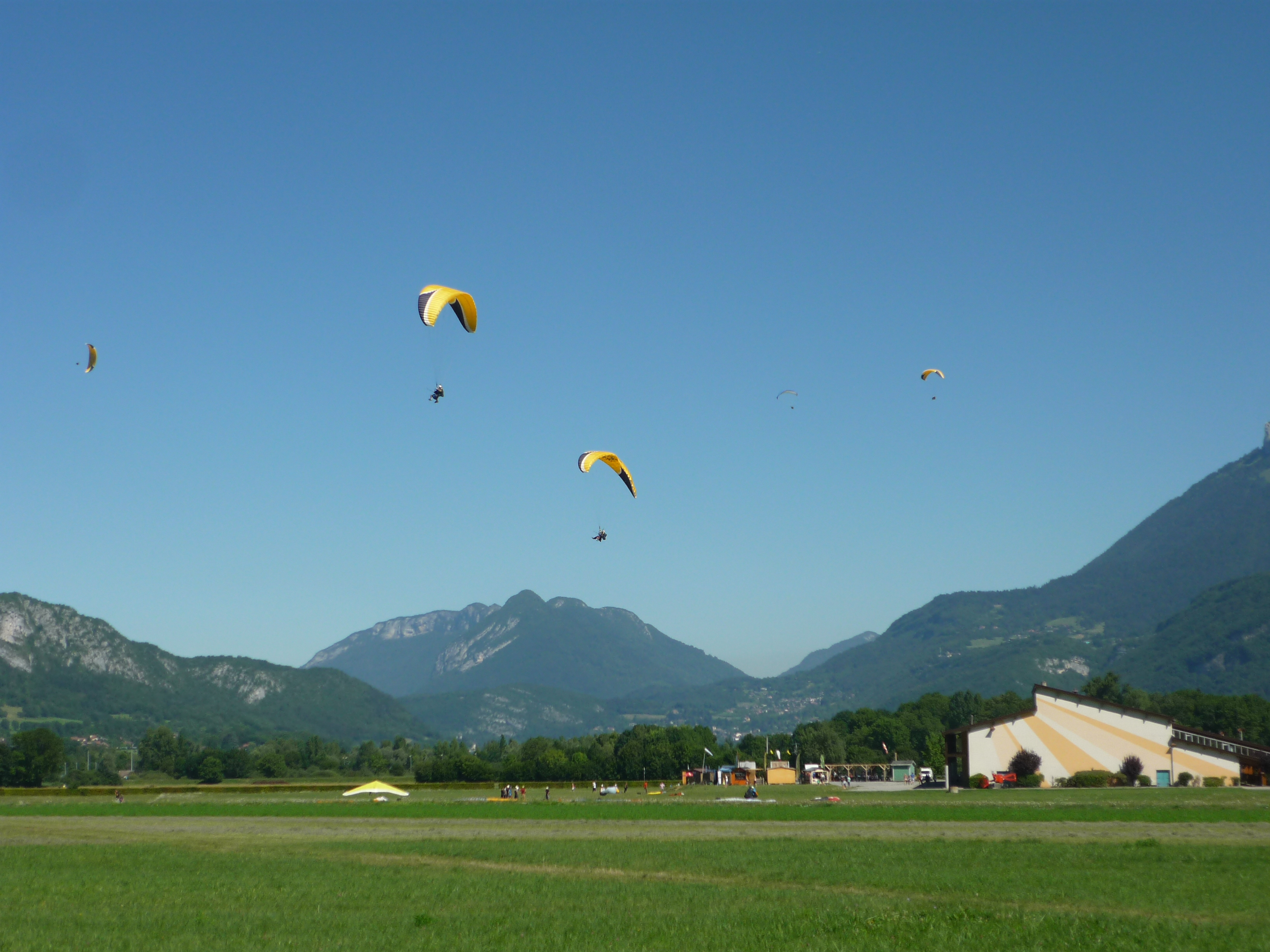
Vue de l'aire d'atterrissage de parapente et de deltaplane.

#### Nautisme
Le port de plaisance de Doussard permet le départ et la pratique des sports nautiques sur le lac d'Annecy : ski nautique, kite surf et pratique de la voile...

#### Vol libre
Le parapente et le deltaplane sont largement pratiqués à partir des montagnes environnantes.
Atterrissage officiel : Salle polyvalente à l'entrée du village.

#### Loisirs
Cinévillage de 180 places.

### Cultes
L'ancienne paroisse de Doussard était dédiée à saint Maurice. La commune est désormais intégrée à la paroisse Saint-Joseph en pays de Faverges, qui fait partie du doyenné de la Tournette, dont le siège se trouve à Faverges. Elle se trouve dans le diocèse d'Annecy. Le culte catholique est célébré dans l'église de Saint-Maurice.
Il existe par ailleurs une Association cultuelle et culturelle des musulmans de Faverges, qui dispose depuis 2014 de locaux en travaux de réfection. Les mosquées les plus proches se trouvent sur Annecy ou Albertville.

### Médias
La commune édite un bulletin municipal, Le petit Doussard. Magazine d'informations municipales, distribué à tous les Doussardiens. Il est également possible de le consulter sur le site de la ville.
La commune est couverte par des antennes locales de radios dont France Bleu Pays de Savoie, ODS Radio, Radio Semnoz... Enfin, la chaîne de télévision locale TV8 Mont-Blanc diffuse des émissions sur les pays de Savoie. Régulièrement l'émission La Place du village expose la vie locale du bassin annécien. France 3 et son décrochage France 3 Alpes, peuvent parfois relater les faits de vie de la commune.
La presse écrite locale est représentée par des titres comme Le Dauphiné libéré, L'Essor savoyard, Le Messager - édition Genevois, le Courrier savoyard.

## Économie

### Revenus et fiscalité
En 2011, le revenu fiscal médian par ménage était de 35 209 €, ce qui plaçait Doussard au 7 522e rang parmi les 31 886 communes de plus de 49 ménages en métropole. La commune comptait 1 505 ménages fiscaux, dont environ 70 % sont imposables. Les indicateurs de revenus et de fiscalité et dans l'ensemble de la Haute-Savoie en 2011 sont présentés dans le tableau ci-après, :
|                                                                             | Doussard | Haute-Savoie |
| --------------------------------------------------------------------------- | -------- | ------------ |
| Revenu net déclaré par foyer fiscal (en €)                                  | 29 012   | 32 107       |
| Part des foyers fiscaux imposables sur l'ensemble des foyers fiscaux (en %) | 66,8     | 62,3         |

Si le revenu net déclaré par foyer doussardien est inférieur à celui de la moyenne départementale, la proportion de foyers imposables est légèrement supérieur (+ 4,5 points).

### Tissu économique
Doussard est une ancienne commune rurale dont l'activité est désormais tournée vers le commerce et les services. Le tableau ci-dessous détaille le nombre d'entreprises implantées selon leur secteur d'activité et le nombre de leurs salariés en 2012 :
|                                                              | Total | %     | 0 salarié | 1 à 9 salariés | 10 à 19 salariés | 20 à 49 salariés | 50 salariés ou plus |
| ------------------------------------------------------------ | ----- | ----- | --------- | -------------- | ---------------- | ---------------- | ------------------- |
| Ensemble                                                     | 430   | 100,0 | 333       | 90             | 4                | 3                | 0                   |
| Agriculture, sylviculture et pêche                           | 16    | 3,7   | 15        | 1              | 0                | 0                | 0                   |
| Industrie                                                    | 28    | 6,5   | 12        | 14             | 2                | 0                | 0                   |
| Construction                                                 | 59    | 13,7  | 46        | 13             | 0                | 0                | 0                   |
| Commerce, transports, services divers                        | 277   | 64,4  | 214       | 60             | 2                | 1                | 0                   |
| dont commerce et réparation automobile                       | 64    | 14,9  | 42        | 20             | 2                | 0                | 0                   |
| Administration publique, enseignement, santé, action sociale | 50    | 11,6  | 46        | 2              | 0                | 2                | 0                   |
| Champ : ensemble des activités.                              |       |       |           |                |                  |                  |                     |

Toutes les entreprises implantées à Doussard sont en 2012 des très petites entreprises (TPE) employant au maximum 9 salariés. Les 90 entreprises concernées emploient au total 247 salariés.
En 2013, 32 entreprises, principalement dans le secteur du commerce, des transports et des services divers, se sont créées sur la commune. 21 sont des créations d'entreprises individuelles.

#### Activités agricoles
Le tableau ci-dessous présente les principales caractéristiques des exploitations agricoles de Doussard, observées sur une période de 22 ans :
|                                    | 1988 | 2000 | 2010 |
| ---------------------------------- | ---- | ---- | ---- |
| Nombre d’exploitations             | 19   | 16   | 7    |
| Équivalent Unité de travail annuel | 21   | 11   | 8    |
| Surface Agricole Utile (SAU) (ha)  | 254  | 264  | 179  |
| Cheptel (nombre de têtes)          | 273  | 200  | 63   |
| Terres labourables (ha)            | 53   | 51   | s    |

Ancienne commune agricole, en 2012 ce secteur agricole ne compte plus que sept établissements actifs, le nombre des exploitations a été divisé par 34 % depuis 1988. La SAU a diminué au cours de la même période. L'agriculture communale est spécialisée dans la culture des céréales. L'activité d'élevage est modeste. Le cheptel bovin compte moins d'une centaine de têtes. Ce type d'activité n'emploie pas de main d'œuvre salariée : seul le chef d'exploitation travaille sur sa ferme.

#### Tourisme

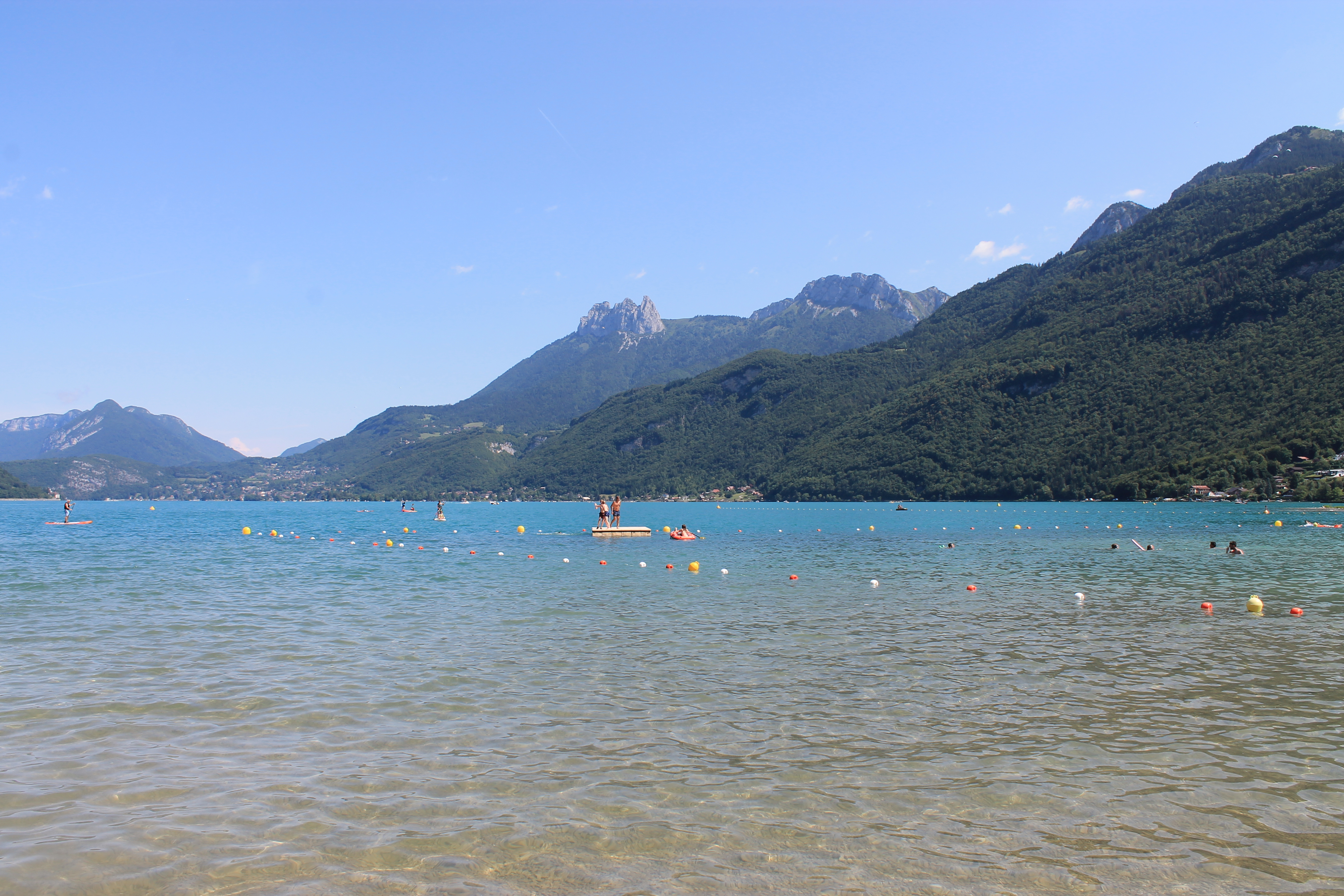
Le Bout-du-Lac depuis la plage de Doussard.

Commune touristique en raison de sa situation géographique à proximité du Lac d'Annecy, et des montagnes, elle propose de nombreuses activités de loisirs. La commune est aussi adhérente au parc naturel régional du Massif des Bauges.
La promotion touristique de la commune se fait par l'intermédiaire de l'office du tourisme de la communauté de communes, « Sources du lac d’Annecy ». L'office de tourisme cantonal, mis en place dans les années 1980, est installé dans l'ancienne mairie de la ville de Faverges.
La réserve naturelle du Bout-du-Lac se situe sur la commune, en bordure du lac. 84 ha de zones humides et de marais plantés de Roseaux consacrés à la nature dans lesquels s'écoulent les rivières de l'Ire et de l'Eau Morte. La réserve est un lieu d'observation du castor. Depuis 2010, un nouveau sentier de découverte sur pilotis et sable, bordé de panneaux informatifs sur la faune et la flore, conduit les promeneurs à la découverte de la réserve sur 1,6 km. On peut « visiter » aussi les vestiges de la tour médiévale de Beauvivier.
Le pays de Faverges dispose également d'un patrimoine riche dont un musée archéologique à Viuz et le château de Faverges, trois stations de ski, La Sambuy-Seythenex, Val de Tamié et Montmin.
En 2014, la capacité d'accueil de la commune, estimée par l'organisme Savoie Mont Blanc, est de 4 924 lits touristiques (4 778 lits en 1995) répartis dans 323 structures. Les hébergements marchands se répartissent comme suit : 88 meublés ; 6 hôtels ; 6 structures d'hôtellerie de plein air (avec une capacité de 1 056 emplacements) un refuge ou gîte d'étape et une chambre d'hôtes.

## Culture locale et patrimoine

### Lieux et monuments

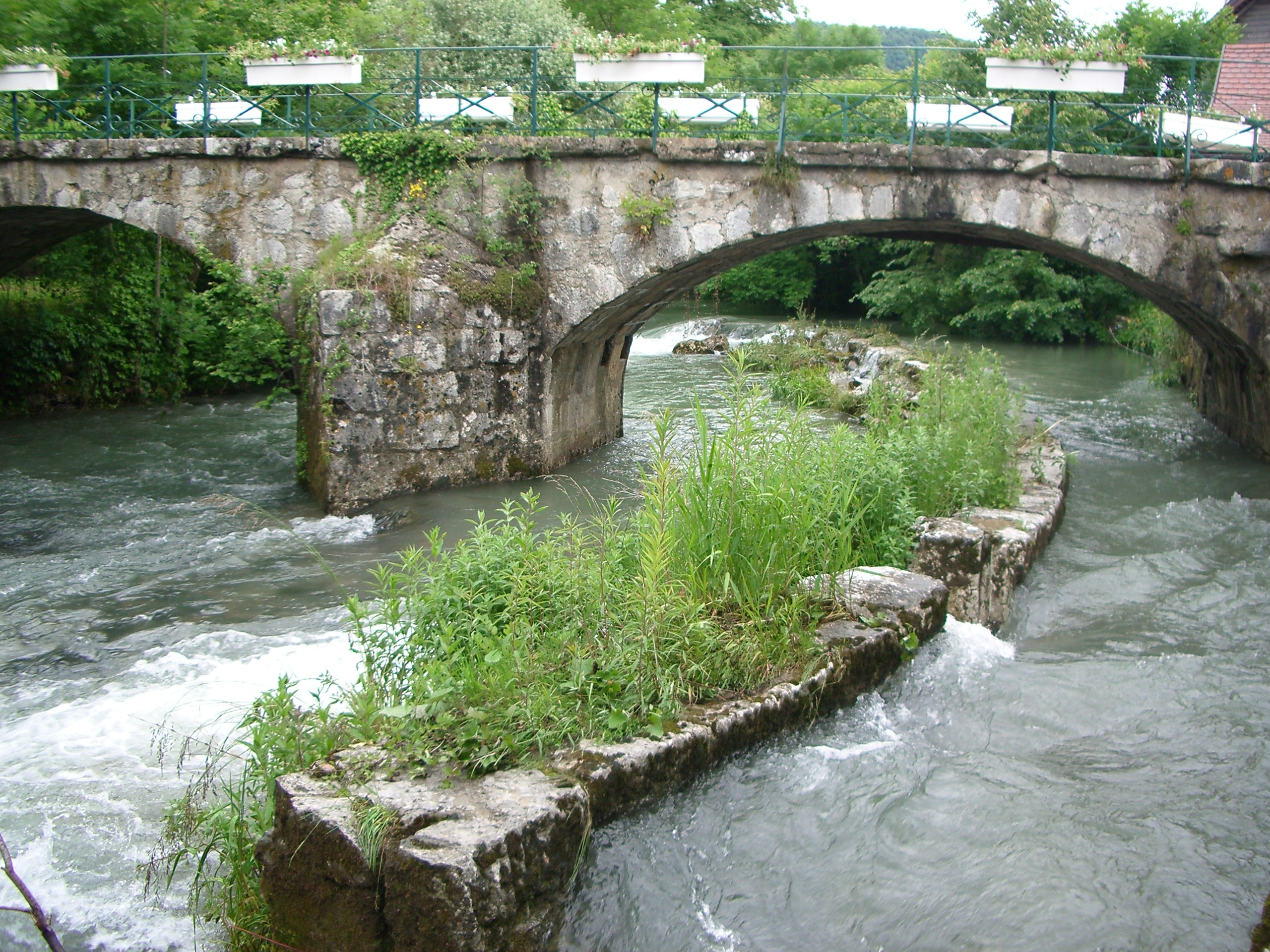
Pont sur l'Eau Morte.

La commune compte deux monuments répertoriés à l'inventaire des monuments historiques et aucun répertorié à l'inventaire général du patrimoine culturel. Par ailleurs, elle compte trois objets répertoriés à l'inventaire des monuments historiques et aucun répertorié à l'inventaire général du patrimoine culturel :
- Ruines de la maison forte de Beauvivier (ou Beau-Vivier) du XIIIe siècle, mentionnée dès 1239. Le Vivier était le port de Verthier jusqu'à son envasement par les alluvions de l'Eau Morte. Les seigneurs de Beauvivier, vassaux des seigneurs de Duingt, possédait dans la seigneurie des moulins, une pêcherie, un battoir et un four[90],[36].
- Maison forte Blain  Inscrit MH (1974), du XVe siècle, sur Verthier.
- Pont sur l'Eau Morte  Inscrit MH (1974), sur lequel monseigneur de Nemours percevait un péage, à Verthier[36].

On peut également signaler : 

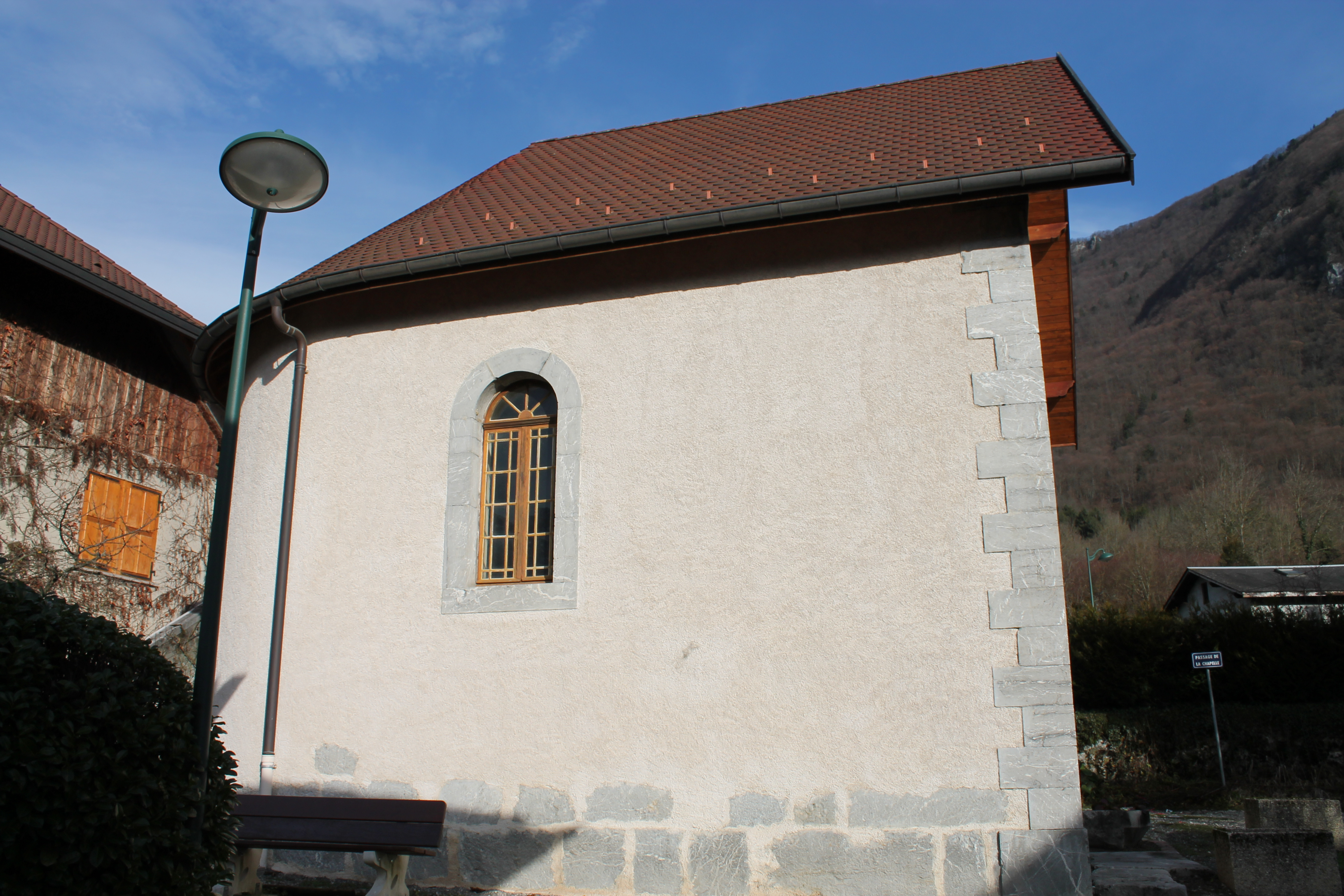
Chapelle de Notre-Dame de la Nativité de Verthier.

- Chapelle de Notre-Dame-de-la-Nativité, au village de Verthier, attestée au Moyen Âge. Elle aurait été visitée par saint Rulph, par saint Jorioz (Jorius) et par saint François-de-Sales. Ruinée après la Révolution française et tombant en ruines, elle fut reconstruite en 1862. Statue de saint Jean (XVe, classée), statue de la Vierge (XIXe, classée) sculptée par Pedrini, croix aux couleuvres en fonte (1832, classée). La première grappe mûre des vignes de la commune était déposée dans la main de la statue de la Vierge et y restait toute l'année[91].

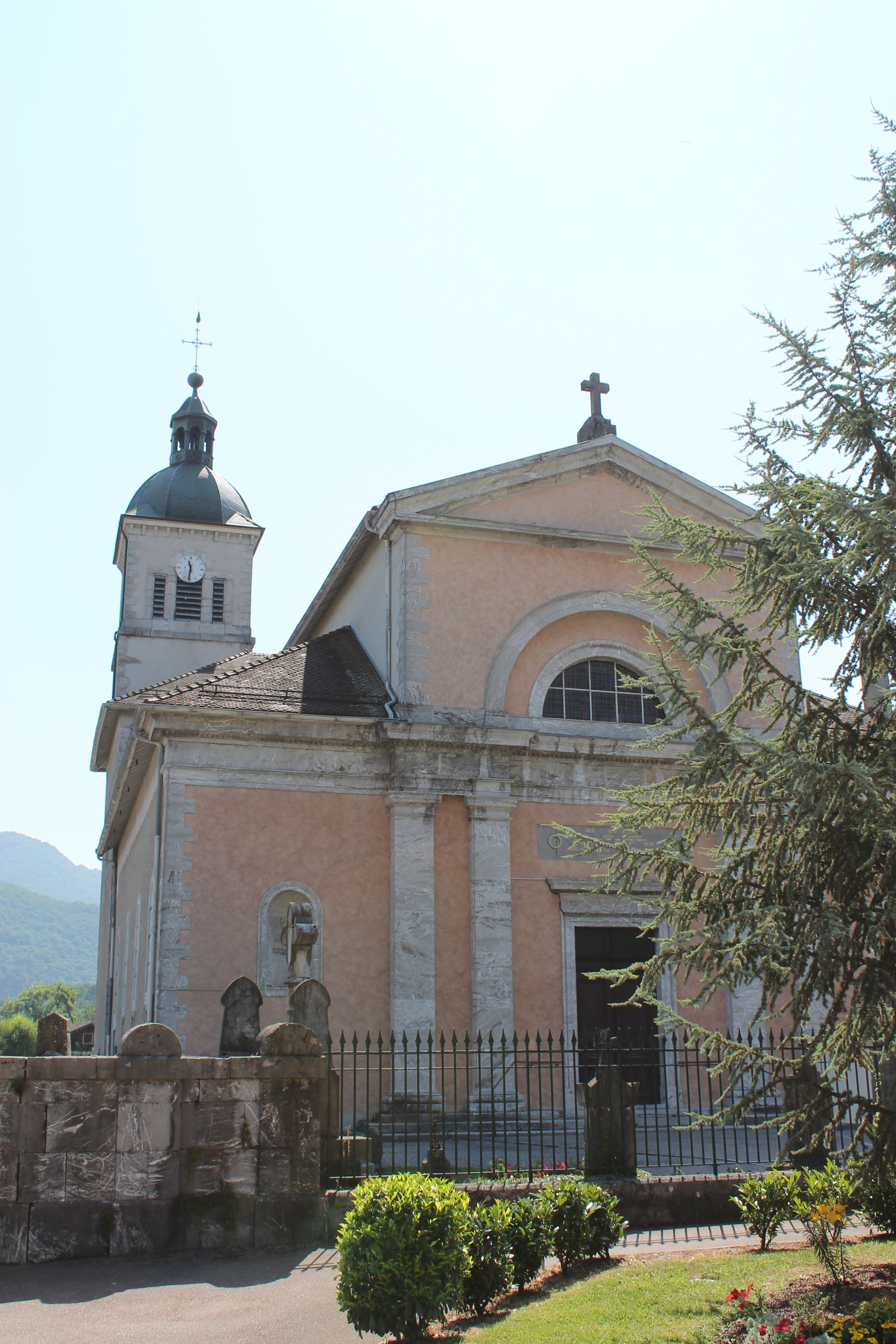
Façade de l'église Saint-Maurice de Doussard.

- Église Saint-Maurice du XIXe siècle. De style néoclassique sarde, elle fut construite à partir de 1850 et consacrée en 1853[37]. Elle est dédiée au saint martyr Maurice d'Agaune[92].

La commune possède par ailleurs un petit patrimoine hérité de son passé agro-pastoral, dont certains sont toujours en activité, parfois en friche ou réaménagé en logements, qui a fait l'objet d'études par la Direction de la Culture de la région Auvergne-Rhône-Alpes dans sa série « Les dossiers de l'inventaire » (Études sur le patrimoine). Ce ne sont pas moins de 187 édifices (scieries, fontaines, fermes, bâtiments publics, ou encore petit patrimoine religieux) qui ont ainsi retenu une certaine attention.

### Doussard dans les arts et la culture
- Village du Verthier, vallée de Doussard (Haute Savoie) par Firmin Salabert - Musée des Beaux-Arts de Gaillac

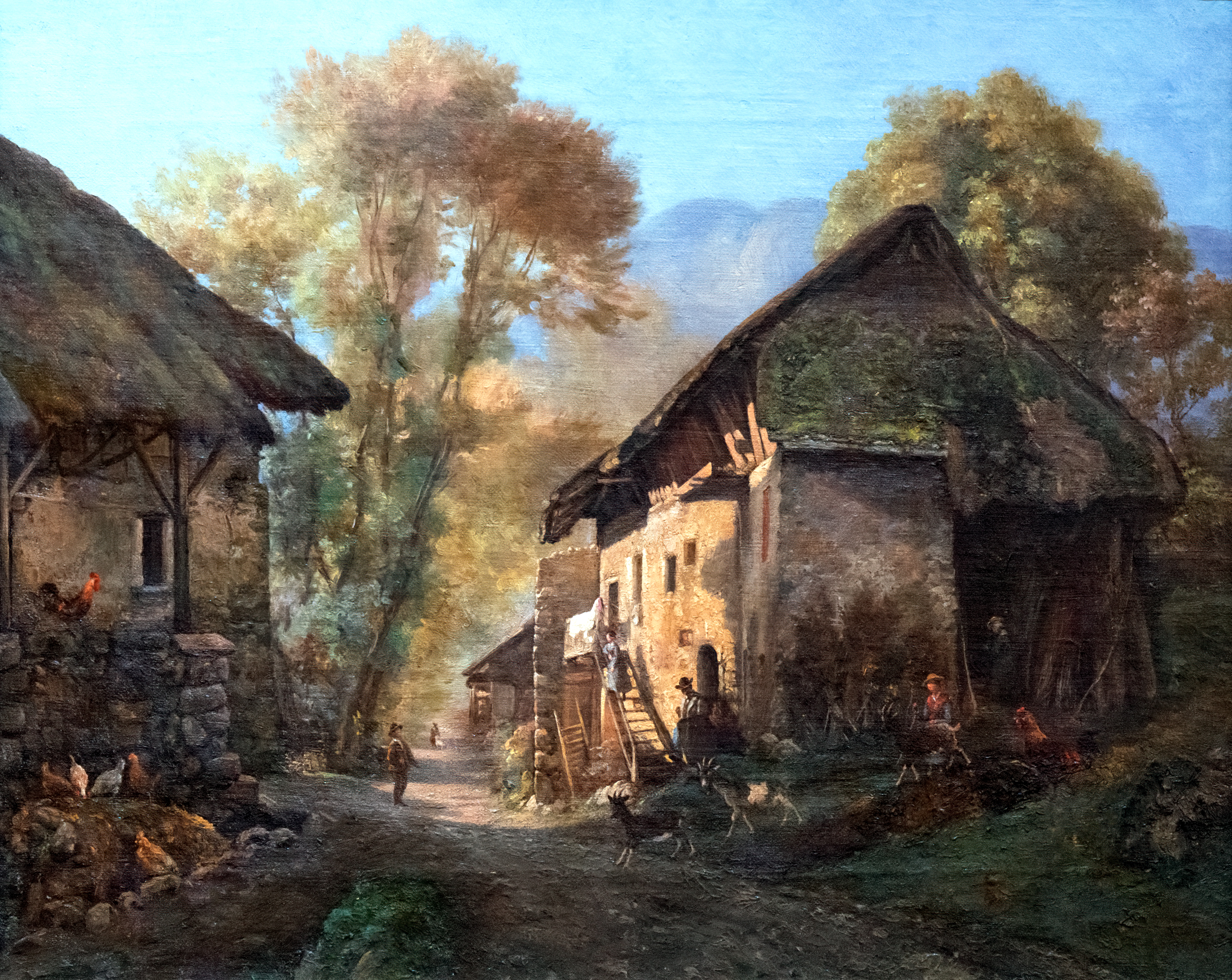
Firmin Salabert : Village du Verthier

### Personnalités liées à la commune
- Irène Corday, née Irène Camille Coppier (1919-1996), actrice française, est est née.